# Utrera
Utrera es un municipio y una ciudad española de la provincia de Sevilla, en Andalucía. Se trata del décimo término municipal más extenso de la comunidad autónoma. Perteneciente a la comarca agrícola de La Campiña, cuenta con una población de 52 173 habitantes (INE 2024) y es cabeza del partido judicial homónimo.
El centro histórico está declarado Bien de Interés Cultural en calidad de Conjunto Histórico-Artístico desde 2002. La ciudad es considerada una de las cunas históricas del flamenco, y un lugar de referencia en el origen del toro bravo, existiendo en su término municipal varias ganaderías famosas. También es destacable su cría equina, que aporta yeguadas de reconocido prestigio.

## Geografía
Utrera está integrado en la comarca de Bajo Guadalquivir, situándose a 31 kilómetros de la capital sevillana. Constituye cabeza comarcal y bajo su administración se encuentran las pedanías de Guadalema de los Quintero, el pantano Torre del Águila, La Cañada, Trajano, Pinzón, las estaciones de Don Rodrigo y las Alcantarillas, y otros poblados que deben su origen al Instituto Nacional de Colonización. Es cabeza del Partido Judicial número 9 de Sevilla, al que pertenecen El Coronil, Los Molares, El Palmar de Troya y Los Palacios y Villafranca.
El término municipal está atravesado por las siguientes carreteras: 
- Autovía del Sur A-4, que une Madrid con Cádiz a través de Ocaña, Manzanares, Bailén, Córdoba, Écija, Sevilla y Jerez de la Frontera, que discurre paralela a la antigua N-IV entre los pK 576 y 591.
- Autopista del Sur AP-4, que une Sevilla con Cádiz, es la vía por la cual se ñuede llegar más rápido de Sevilla a Cádiz, sin tener que coger la carretera nacional N-IV.
- Autovía autonómica A-376, que une Sevilla con Utrera.
- Carretera autonómica A-375, que se dirige a El Coronil, Montellano, Puerto Serrano, Villamartín, Algodonales y los demás pueblos de la Sierra de Cádiz.
- Carretera autonómica A-362, que se dirige a Los Palacios y Villafranca.
- Carretera autonómica A-8030, que une Utrera con la antigua N-IV y Las Cabezas de San Juan.
- Carretera autonómica A-394, que se dirige a El Palmar de Troya, también tiene otro tramo que va desde Arahal, concretamente desde la salida 37 de la autovía A-92.

La ciudad se encuentra a una altitud de 49 metros sobre el nivel del mar. El término municipal abarca en su totalidad 651,24 km², limitado al norte con Dos Hermanas y Alcalá de Guadaíra; al este por Arahal, Los Molares y El Coronil; al sur por Espera y Villamartín], en la provincia de Cádiz; y al oeste por Los Palacios y Villafranca, Las Cabezas de San Juan y La Puebla del Río. El municipio rodea totalmente al término municipal de El Palmar de Troya.
El relieve del municipio está caracterizado por la transición entre las campiñas surorientales de la provincia y el Bajo Guadalquivir. Al ser una zona transicional y debido al extenso territorio que abarca, cuenta con paisajes variados. Los llanos interiores representan la mayor parte del norte del municipio, teniendo continuidad con la llanura de Alcalá de Guadaíra. Por la zona oriental el paisaje es similar, propio de la campiña. Al sur del municipio van surgiendo los cerros y lomas del norte de las sierras meridionales, entre los que se asienta el embalse de la Torre del Águila, que recoge las aguas de los arroyos que hacia él descienden. Finalmente, por el oeste, aparecen las el paisaje marismeño propio del Bajo Guadalquivir. El arroyo Calzas Anchas atraviesa la ciudad de este a oeste, pasando por el centro, aunque discurre soterrado a su paso por la ciudad. La altitud oscila entre los 222 metros al sureste (Las Gamonosas) y los 4 metros en la zona occidental marismeña. 
| Noroeste: Dos Hermanas y Los Palacios y Villafranca | Norte: Alcalá de Guadaíra                 | Noreste: Alcalá de Guadaíra y Los Molares |
| Oeste: La Puebla del Río y Las Cabezas de San Juan  |                                           | Este: Arahal y El Coronil                 |
| Suroeste: Las Cabezas de San Juan                   | Sur: Espera (Cádiz) y Villamartín (Cádiz) | Sureste: El Coronil y Villamartín (Cádiz) |

### Clima
Goza de cielos despejados la mayor parte del año, que aportan una gran cantidad de horas de sol. El tipo climático de la zona es mediterráneo del tipo subtropical —también clasificado como subhúmedo mesotérmico—, y se caracteriza por veranos cálidos y secos, e inviernos húmedos y templados. La época seca, centrada en la época estival, suele durar más de cuatro meses. El 71% de las lluvias del año se producen en otoño.
La temperatura media anual de la zona es de 17,5 °C. Las máximas absolutas tienen un promedio de 41,9 °C, siendo el mes más caluroso julio, donde se alcanza una media de 47,12 °C. Enero es el mes más frío del año, y la media de sus temperaturas mínimas absolutas es de 0,8 °C.
Los vientos predominantes durante los meses de enero y febrero son de dirección noreste. Durante el resto del año destacan los vientos del suroeste, especialmente entre los meses de mayo y agosto.

## Historia

### Prehistoria
No existen fuentes fiables que determinen exactamente los orígenes de la ciudad. En su obra «Convento Jurídico de Sevilla», Rodrigo Caro asegura que su fundación data del año 637 de la creación del mundo.
Dentro del término municipal de Utrera, se han encontrado numerosos restos arqueológicos: ídolos, hachas, puntas de flecha, cerámicas, así como diversos utensilios de piedra que reflejan la presencia del hombre desde tiempos prehistóricos. Es destacable el hallazgo de monumentos funerarios de la cultura megalítica, que tuvo lugar entre el Neolítico y el Eneolítico, extendiéndose hasta la Edad del Bronce —circa 2500 a. C.— y la Edad del Hierro —circa 800 a. C.—.
En el lugar conocido como La Piedra Hincada, a unos ocho kilómetros al este del núcleo urbano, se halla un gran monolito toscamente labrado, que probablemente sea un vestigio de la existencia de algún tipo de cultura megalítica. Es especialmente llamativo el yacimiento encontrado en la zona llamada Cruz del Gato, también conocida como Las Arcas de Troya, situada a unos mil quinientos metros del casco urbano en dirección noroeste. En 1949, se hallaron en dicho lugar una serie de losas de sílice, y con anterioridad habían aparecido algunas hachas pulimentadas. En 1950, una serie de excavaciones realizadas de manera más exhaustiva dejaron al descubierto un dolmen, o sepulcro de corredor, del que se conservaba una cámara circular de 2,70 metros de diámetro, así como un corredor que habría tenido entre 3,50 y 4,00 metros de longitud. De esta construcción se mantenía intacta una de las paredes de losas, mientras que los restos de la otra no superaba los 2,15 metros de largo. A unos cuarenta metros en dirección oeste se encontró otro dolmen de mayor tamaño. Más tarde, ambos fueron retirados de su lugar original. El primero fue completamente destruido, y el otro fue donado por el propietario al colegio Salesiano de Utrera y reconstruido en los jardines de este.
Posteriormente se realizaron una serie de excavaciones como consecuencia de la explotación de una cantera de cal. En el transcurso de éstas, se fue desvelando la existencia de una necrópolis neolítica en la zona perteneciente a un grupo humano de un tamaño significativo. Se han hallado numerosos restos humanos, además de utensilios, entre los que destacan numerosos cuchillos de sílex, raederas, hachas, restos de vasijas y un plato perfectamente conservado. Toda la cerámica encontrada en esta zona es de barro oscuro con partículas de mica brillante, y no está torneada ni presenta decoración alguna.

### Edad Antigua

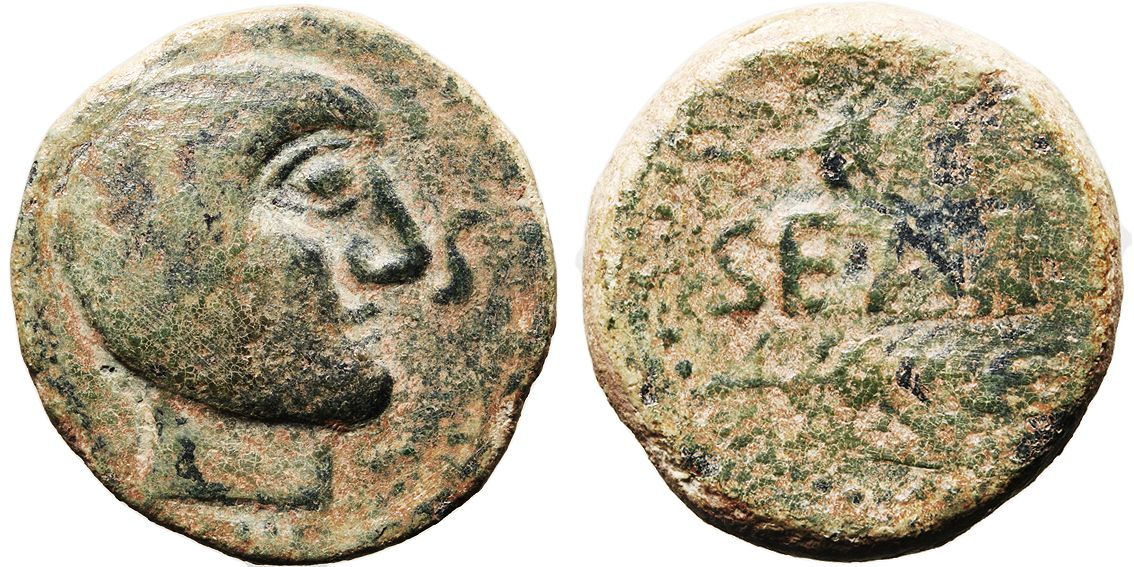
Semis de bronce acuñado en Searo

Hay vestigios de un intenso comercio en la zona durante el período prerromano. Los hallazgos más significativos son de origen fenicio, tartésico y turdetano.
De la época romana datan los primeros datos escritos sobre la existencia de poblaciones importantes en la zona. Estrabón, en el libro III de su Geografía, relata:

La poblaron soldados del César que fueron eméritos y veteranos.
Estrabón. Geografía (siglo I a.C.)

El Puente de Alcantarilla es una de las construcciones más destacables que se conservan de esta época. Se trata de un puente de dos ojos, por el que, según la inscripción que figuraba en el mismo, discurría la Vía Augusta que enlazaba la Bética con el norte de la península. Cercanos al puente, se alzaban dos baluartes defensivos, uno de los cuales ha sido recientemente restaurado. Está declarado Bien de Interés Cultural y Monumento Histórico-Artístico desde 1931.
Dentro del actual término municipal de Utrera, existieron diferentes asentamientos: Siarum, en la zona de la Cañada, que conserva la toponimia de la época; Salpensa en el Cerro del Alcázar —cerca de la carretera de El Coronil; Alice, cerca del cortijo de Torre Alocaz; y Leptis, una fortaleza reconocida y renombrada en los tiempos de la Guerra del César.
Dentro del casco urbano se han hallado dos necrópolis romanas. La primera, en el Olivar Alto, está datada entre los siglos III y II a. C. y también cuenta con enterramientos íberos y turdetanos. La otra se halla cerca de la carretera de Los Palacios y Villafranca y cronológicamente se sitúa entre los siglos III y IV de la era cristiana. Observando estos vestigios y teniendo en cuenta que los enterramientos dentro de las poblaciones romanas estaban prohibidos por la Lex duodecim tabularum —Ley de las XII Tablas—, se confirma que el actual casco urbano de Utrera sería en época romana un campo de cultivo, rico en trigo, vid y olivos. Los pocos y discontinuos restos de construcciones encontradas debieron corresponder a casas de campo o a industrias que necesitaran del agua para su funcionamiento. Esta hipótesis está reforzada por la proximidad de estos restos al curso de agua actualmente conocido como Calzas Anchas. Esta distribución no debe ser considerada extraña, ya que en época romana esta zona era una región muy rica y estaba plagada de haciendas. La población de Hispania rozaba por entonces los seis millones de habitantes, y se concentraba especialmente en la Bética. Estrabón deja constancia de esta romanización en sus textos, cuando escribe sobre la ciudad de Baetis, posiblemente refiriéndose a Itálica:

Los turdetanos, y sobre todo los más próximos al Betis, han adoptado por completo las costumbres romanas, renunciando a su idioma nacional y como a muchos de allos se les ha concedido el derecho del Lacio y a muchas de sus poblaciones se les ha convertido en colonias romanas, no es extraño que hoy día todos sean romanos.
 Estrabón. Geografía, III.2.14

De estos usos agrícolas se deduce el posible origen del topónimo Utrera, proveniente de utraria, lugar o industria de odres para contener aceites y vinos. Otros autores lo derivan de Vulturaria (‘buitrera’) a través de *Ultraira, o bien de Lateraria ('fábrica de ladrillos'), teniendo en cuenta la forma Latrayrah con que aparece escrito en árabe en la primera documentación conocida del topónimo.

### Edad Media

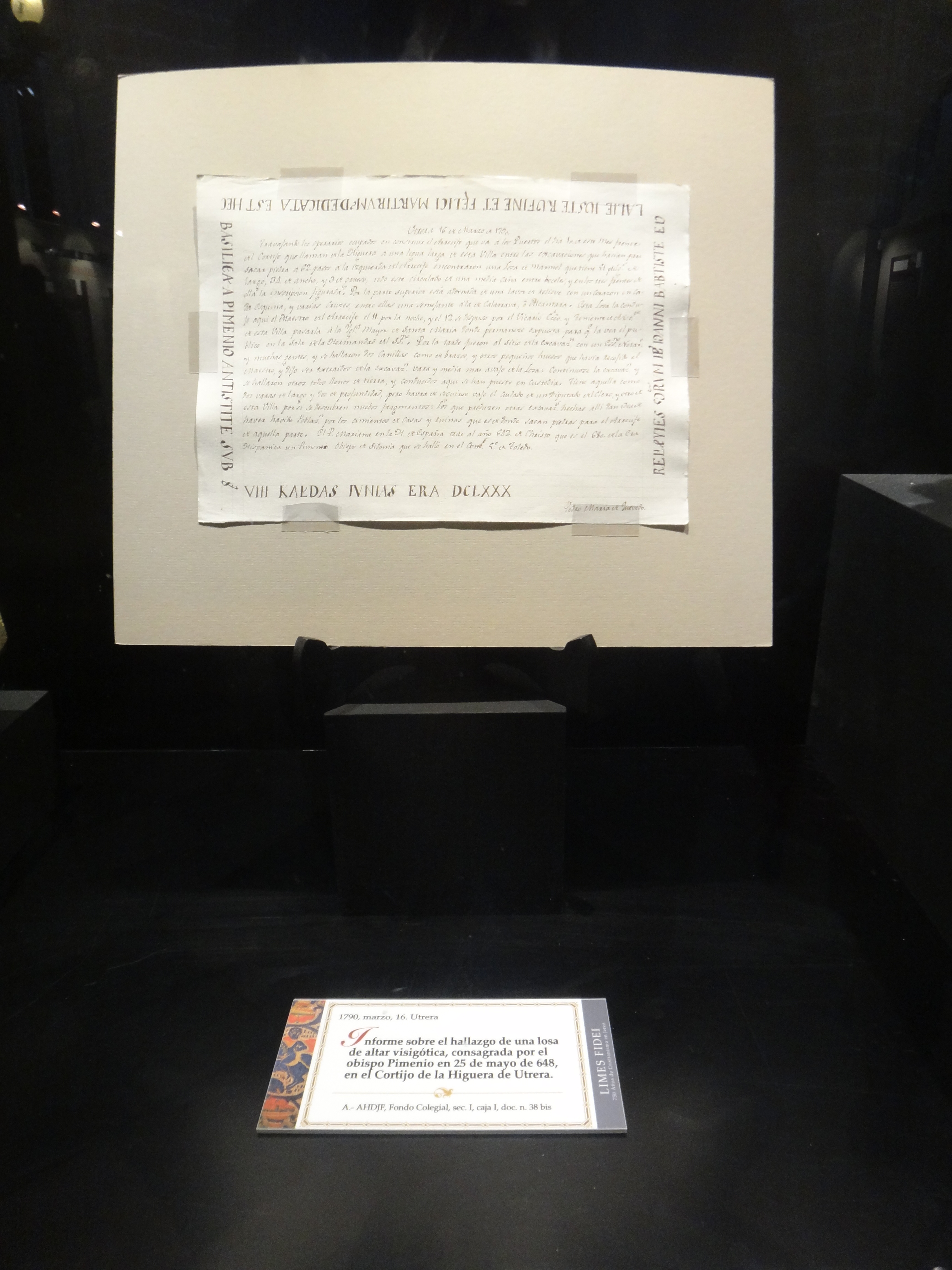
Informe sobre hallazgo en el Cortijo de la Higuera

Se han encontrado restos de sepulturas visigóticas de la época paleocristiana, como demuestran las lápidas y terracotas, los anagramas de Cristo presentes en los enterramientos, así como los símbolos del Antiguo Testamento y las leyendas alusivas a la escatología cristiana.
No existen muchos datos en torno a la Utrera islámica, pero la vaga presencia de la población en los libros de repartimiento de Sevilla denota que no existió una presencia árabe importante. Hay que señalar que los restos arqueológicos indican que existía una mezquita en el lugar donde actualmente se levanta la Iglesia de Santa María de la Mesa.
Sí es posible deducir la presencia islámica en la zona de la toponimia árabe de los poblados del término municipal: Facialcázar (ciudad romana de Salpensa); Alcantarilla, del árabe Al-qantar (puente), probablemente un punto defensivo de cierta importancia para proteger el tráfico, fundamentalmente ganadero, por la Vía Augusta; y Alhorín, que hoy en día es un cortijo que aún conserva su nombre árabe.
Los primeros datos de Utrera con rigor histórico se encuentran a partir de la Reconquista cristiana. En 1253 Alfonso X lleva a cabo el repartimiento de las tierras conquistadas en la provincia de Sevilla. Durante la época árabe, hay vestigios de que Utrera podría ser una simple alquería con su torre de protección. En el período cristiano, los repobladores de la zona llevaron a cabo una serie de obras públicas entre las que se encuentra la transformación de la torre del puesto avanzado en castillo. Entre estos habitantes se encontraban una importante comunidad judía y un grupo importante de colonos que acabaron afincándose en la población, por el carácter fronterizo de esta.
A lo largo de los siglos XIII, XIV y XV, la ciudad toma un papel destacado como punto militar estratégico en la defensa de la frontera entre el territorio musulmán y el cristiano. A principios de la década de los 1470, la fortaleza de Utrera, que dependía del cabildo municipal de Sevilla, pasó a ser controlada por un aristócrata, el mariscal Fernán Arias de Saavedra. Durante la guerra de sucesión castellana este noble apoyó a Isabel y Fernando frente a Juana pero en 1477, cuando los reyes ordenaron que los nobles reintegrasen todos los castillos sevillanos a la Corona, Fernán Arias se negó a obedecer. El 9 de noviembre de 1477 las tropas isabelinas, unos 2600 hombres capitaneados por Gutierre de Cárdenas, pusieron cerco al castillo, que estaba defendido por entre 40 y 50 escuderos. Finalmente lo tomaron al asalto el 29 de marzo de 1478. Los vencidos sufrieron una dura represión: dos tercios fueron degollados. El mariscal fue declarado traidor y sus bienes confiscados pero el 30 de septiembre de 1478 la reina se vio obligada a otorgarle el perdón ante las protestas de la alta nobleza andaluza.

### Edad Moderna
El siglo XVI marcó un período de gran prosperidad para el pueblo de Utrera, y así lo denotan las numerosas obras públicas acometidas en esa época. Se construyeron conventos, hospitales, iglesias y casas palacio, se urbanizaron plazas y calles y se realizaron infraestructuras de saneamiento y abastecimiento de agua. El reinado de Felipe II marcó el punto álgido de la bonanza económica de la localidad. En 1570, Utrera era la primera población del reino de Sevilla después de la capital.
En 1649, la peste bubónica afectó con virulencia a la población de la ciudad. Esta epidemia y los problemas generalizados derivados de la política de los austrias menores marcaron el fin del auge económico vivido por Utrera durante el siglo anterior.
A lo largo del reinado de Carlos III, entre 1759 y 1788, se puso un especial interés en la repoblación de la comarca y se llevaron a cabo importantes trabajos para mejorar las infraestructuras del pueblo.

### Edad Contemporánea

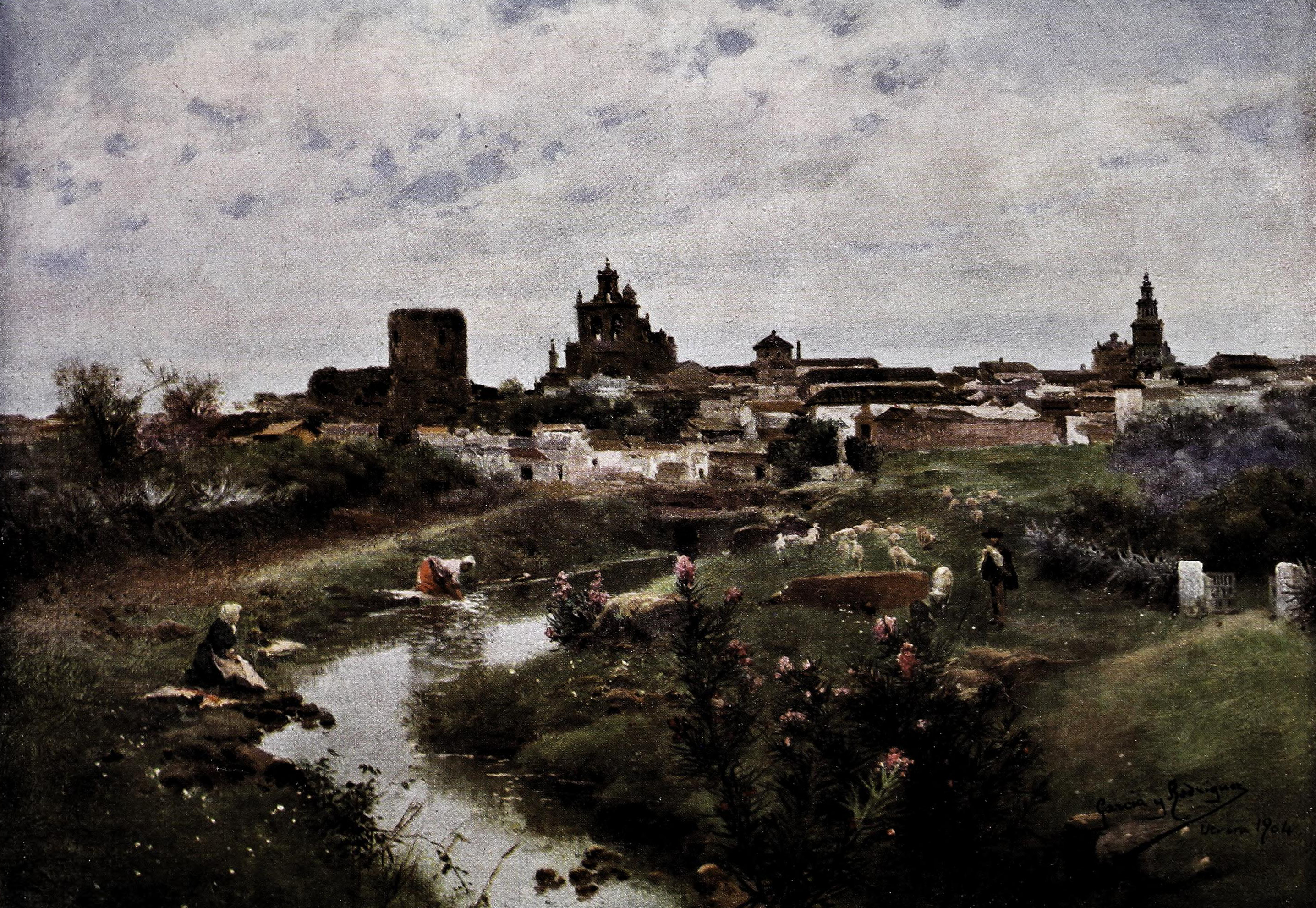
Alrededores de Utrera, de García y Rodríguez (Blanco y Negro, 1905)

Durante la guerra de la Independencia, las tropas francesas ocuparon Utrera. Este hecho causó gran perjuicio tanto a la población como a su arquitectura, dejando a la villa en una difícil situación.
Con el mandato del alcalde Clemente de la Cuadra (1842), se llevaron a cabo grandes obras públicas, como el adoquinado y alcantarillado de las principales vías de la población, construcción de casas para obreros, del mercado, la cárcel, el cementerio y la casa consistorial. Así mismo, se hicieron casas de beneficencia y se mejoró el alumbrado de las calles. Por aquel entonces Utrera experimentó una nueva mejoría que se consagró con la obtención del título de ciudad en 1877, durante el reinado de Alfonso XII.

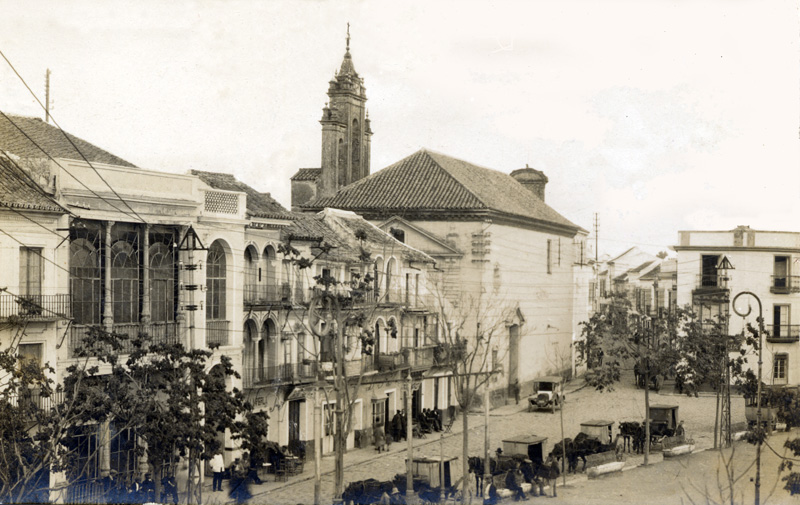
La plaza del Altozano de Utrera a principios del siglo. De izquierda a derecha: fachada del Casino, fachadas de viviendas del siglo y capilla de San Francisco (siglo). Este conjunto arquitectónico se conserva intacto en la actualidad

La vida política y social de la población también fue reflejo de los movimientos acontecidos en este campo durante el siglo XIX. Tuvieron lugar, al igual que en el resto del territorio nacional, la fuerte oposición entre conservadores y progresistas, el caciquismo, las elecciones amañadas, los periódicos de sátira política y las protestas y huelgas.
Durante el Cantón de Sevilla (1873), un grupo de Voluntarios de Sevilla, comandados por un tal Carreró, se dirige a socorrer a los cantonalistas de Jerez contra la represión militar unionista. Se detienen en Utrera, que en esos momentos andaba a punto de erigirse en cantón independiente en mitad de la fiebre revolucionaria que invade la baja Andalucía. Utrera envió a representantes del ayuntamiento a Sevilla a defender que la localidad tuviera una Junta Revolucionaria independiente e se instó a los Voluntarios de Sevilla a retirarse a la estación de trenes. En Utrera existe tensión por si les son reclamadas contribuciones para la guerra. Carreró pide refuerzos militares a Sevilla por si se produce un enfrentamiento armado y Utrera arma a unos 800 vecinos que serían los encargados de acompañar a los cañones sevillanos a la salida del pueblo, tanto si iban a Jerez como si volvían a Sevilla y como muestra de buena voluntad se mantuvo la reunión entre representantes cantonales de Sevilla y los de Utrera. Sin embargo, en la celebración de la reunión, junto con los representantes cantonales entran los voluntarios y un vecino les insta a marcharse si eran «intransigentes» y los voluntarios gritan vivas a la república federal y social, lo que provoca un tiroteo donde mueren 400 hombres de ambos bandos. Gran parte de los cantonalistas sevillanos acaban en prisión, de dónde son finalmente liberados por las gestiones de los líderes Mingorance y Ponce, que se ven obligados a acudir desde Sevilla con refuerzos y con el diputado por Utrera, Diego Sedas, como mediador. Cada uno de esos prisioneros resultaba indispensable para defender Sevilla de un ataque inminente del gobierno central y antirrevolucionario.
La Guerra Civil sembró la ciudad de sufrimiento y hambruna. La posguerra estuvo marcada por fuertes tensiones sociales. En gran medida, estas tensiones fueron fruto de las características propias de la economía utrerana, eminentemente agrícola y con pocas posibilidades de industrialización a corto plazo.
La historia de Utrera durante el resto del siglo XX no está marcada por hechos especialmente trascendentes. Es destacable la gran inundación de 1962, causada por el desbordamiento del arroyo Calzas Anchas. También son acontecimientos reseñables la consolidación de Utrera como primer productor de algodón a nivel nacional en 1963 y la Coronación canónica de la patrona, la Virgen de Consolación, en mayo de 1964.
En 2018 se crea el nuevo municipio de El Palmar de Troya a partir de territorio que pertenecía al municipio de Utrera.

## Demografía
Utrera cuenta con una población de 52 173 habitantes (INE 2024).
| Gráfica de evolución demográfica de Utrera entre 1842 y 2021 |
| |
| Población de derecho según los censos de población del INE Población de hecho según los censos de población del INEEntre el censo de 1877 y el anterior, crece el término del municipio porque incorpora a 41063 (Los Molares) Entre el censo de 1920 y el anterior, disminuye el término del municipio porque independiza a 41063 (Los Molares) |

La población de Utrera tiene su origen en las repoblaciones que se llevaron a cabo durante el siglo XIII, cuando se asentó en la zona una importante colonia musulmana y judía. Tras la conquista de las tierras por Fernando III, a muchas de las familias musulmanas de la zona se les permitió permanecer como mudéjares y continuaron habitando el lugar, dedicándose fundamentalmente a la agricultura y a otros oficios manuales. Se tienen noticias de la existencia de asentamientos de gitanos en la localidad desde el siglo XV. Este grupo ha permanecido desde entonces y en la actualidad la comunidad gitana de Utrera constituye un colectivo plenamente integrado en la sociedad utrerana.
A partir de la peste bubónica del siglo XVII, que supuso el inicio de un drástico descenso en la población que se prolongó hasta el siglo siguiente, se realizaron en la zona varias repoblaciones más, como la que tuvo lugar a lo largo del reinado de Carlos III, entre 1759 y 1788.
Durante el siglo XX, la evolución de la población utrerana ha sido similar a la de otras zonas agrarias de la provincia. Es destacable la merma en la población que se produjo entre los varones en edad militar durante la guerra civil, que provocó una notable variación en la distribución por sexos. El crecimiento de la población es suave hasta la década de 1960, en los que se produce un fuerte retroceso poblacional debido a la creciente emigración y al descenso de la natalidad. A partir de los años 1980, con el descenso del fenómeno de la emigración tiene lugar un estancamiento de la pérdida de habitantes y comienza un nuevo período de suave crecimiento poblacional.

## Economía
Históricamente, la localidad de Utrera ha tenido un papel importante como nudo de comunicaciones. Esto se debe a que, además de estar bien comunicada por carretera, era el enlace ferroviario entre las ciudades de Sevilla, Cádiz y Málaga. Gracias a esto, la ciudad mantuvo un importante número de empleos fijos en el sector ferroviario. Tras la remodelación del trazado viario, este enlace ha sido trasladado a la cercana ciudad de Dos Hermanas.
En cuanto a la agricultura, es el olivar su mayor riqueza, teniendo una variedad de mesa llamada gordal, de gran fama, y que se recolecta manualmente en otoño. El término municipal de Utrera abarca unas 65 174 hectáreas, de las cuales 5904 eran de regadío para cultivos herbáceos y 1459 ha de regadíos para cultivos leñosos, según los datos de 2019. Además, mantiene su producción tradicional de olivar, girasol, cereal, legumbre, tubérculo, hortaliza, cítrico, algodón y remolacha.

### Evolución de la deuda viva municipal
El concepto de deuda viva contempla sólo las deudas con cajas y bancos relativas a créditos financieros, valores de renta fija y préstamos o créditos transferidos a terceros, excluyéndose, por tanto, la deuda comercial.
| Gráfica de evolución de la deuda viva del Ayuntamiento entre 2008 y 2024                          |
|                                                                                                   |
| Deuda viva del Ayuntamiento de Utrera, en miles de euros, según datos del Ministerio de Hacienda. |

## Símbolos

### Bandera

Bandera de Utrera, en su versión sin escudo

La bandera de Utrera está formada por cinco bandas horizontales: amarilla, roja, blanca, roja y amarilla. La anchura de las franjas amarillas es de dos décimos del ancho total, las rojas de un décimo y la blanca central de cuatro décimos. El escudo del municipio suele colocarse en el centro de la bandera, en la franja blanca. Esta bandera fue adoptada en 1986, como resultado de un concurso convocado por el consistorio, aunque se constata —gracias a una serie de documentos del siglo XVI, en los que se detalla la compra de las diferentes telas necesarias para su fabricación— que el antiguo pendón de la ciudad usaba estos tres colores.

### Escudo
Escudo tradicional
El Licenciado Román Meléndez, racionero de la Catedral de Sevilla, escritor y personaje ilustre de la Utrera del siglo XVIII, describe el escudo tradicional de la ciudad en su obra Epílogo de Utrera, publicada en 1730:

"Las armas que usa Utrera, son un breve compendio de cuanto se ha dicho en el capítulo antecedente. En un escudo un castillo: encima de él se descubre una mujer de medio cuerpo arriba coronada con corona imperial en la mano derecha, un ramo de oliva; en la izquierda, un cetro. La puerta del castillo está cerrada, atados a ella un caballo y un toro; al lado derecho del castillo una vid, y un olivo; al izquierdo un pino, y unas espigas; por lo bajo un puente, y el arrollo de las Salinas. Hacen mención de estas Armas Rodrigo Méndez de Silva y el P. Fray Juan Santos, del Orden de San Juan de Dios; quien aseguran son las más singulares, que tiene ciudad, ni villa de toda Europa; tiene por remate el escudo un coronel. La mujer con sus insignias, significa ser Utrera en lo antiguo Colonia Romana, como después se dirá. Lo demás demuestra los frutos de que abunda. El castillo, su fortaleza cerrada para los enemigos, bastando sólo para defenderse con su opulencia, y el valor de sus hijos. No convienen estos dos autores del todo, en el modo de distribuir las Insignias, por falta de alguna noticia. Las letras que ellos ponen en el Escudo, no se ponen hoy: no sé si en alguna vez las pusieron. La corona que tiene por remate, (ó coronel) denota ser del Rey y haberlo sido siempre: que es el mayor blasón de que se glorian sus vecinos."
Pedro Román Meléndez: Epílogo de Utrera, sus grandezas y hazañas gloriosas de sus hijos. (1730). Libro primero, capítulo II

Escudo oficial

Escudo de la provincia de Sevilla, donde se puede apreciar una representación del escudo de Utrera en versión simplificada (segundo por la derecha del collar)

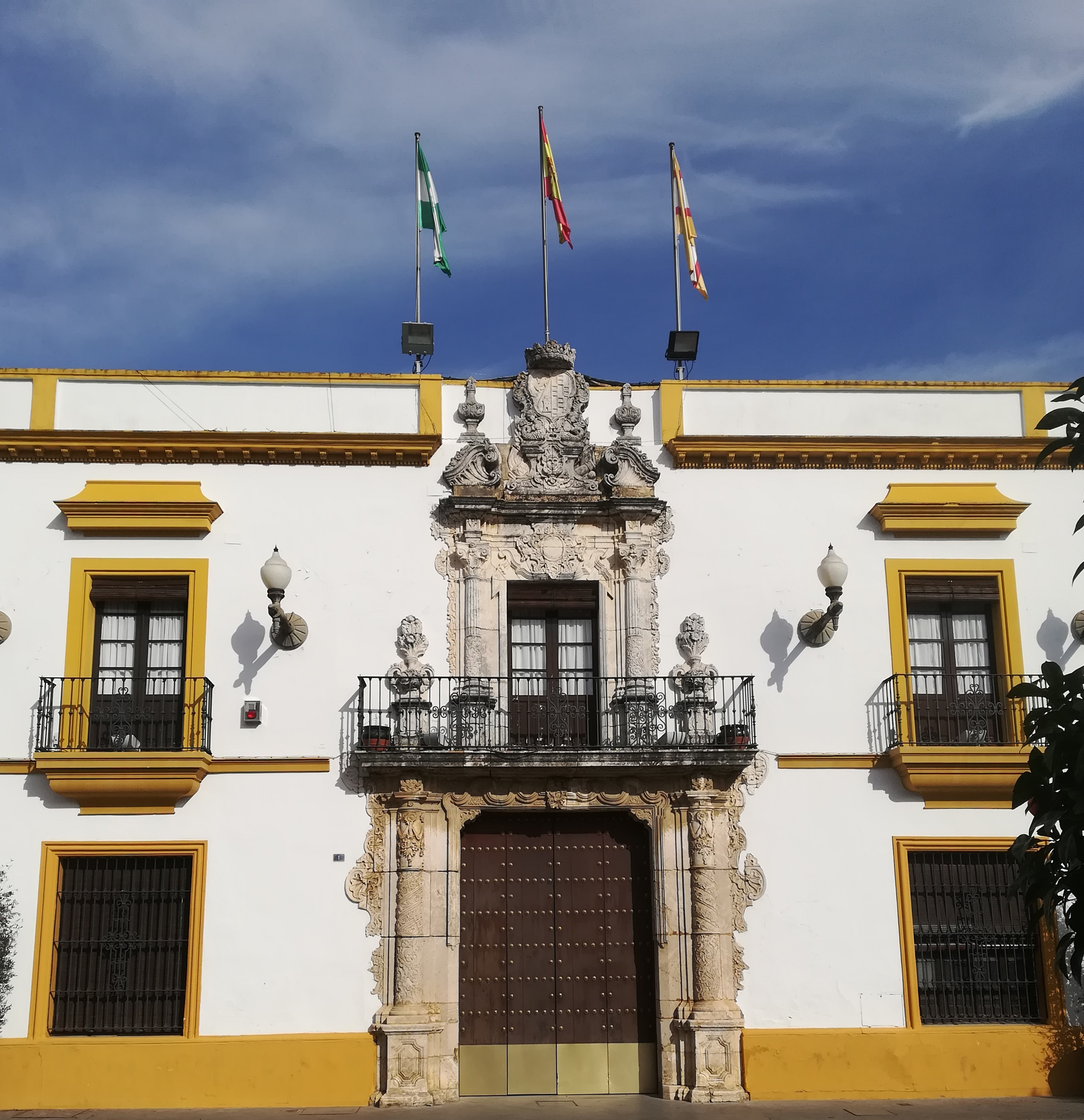
Ayuntamiento de Utrera

La existencia de errores heráldicos en este blasón provocó cierta controversia a lo largo de la última década del siglo XX. Este hecho, unido a la voluntad de mejorar y modernizar el diseño gráfico de los símbolos municipales, llevaron al gobierno municipal a acordar, el 30 de septiembre de 1999, una modificación del escudo heráldico y a iniciar los trámites para su aprobación definitiva. Sin embargo, estos cambios no acabaron de implantarse definitivamente, y el símbolo usado oficialmente en la actualidad es una interpretación del escudo tradicional de Utrera. Se trata de un escudo cortado. El cuartel superior está terciado en palo. En el primer tercio se representa un olivo y a su izquierda una vid, todo de su color y terrazado de sinople, así como la inscripción «Da vino Baco, da aceite Palas». En el segundo de los tercios aparece un castillo sobre el que hay un rey vestido de gules y coronado de oro que porta en su mano derecha un ramo y en la izquierda una flecha —antiguamente se representaba una matrona coronada con una rama de laurel en la diestra y un cetro en la siniestra—. El último de los tercios del cuartel superior, con el lema «da trigo Ceres, a maderas Cibeles», contiene un pino cuyo tronco presenta una muesca de haber sido hacheado para talarlo, a su pie y a la izquierda aparece una gavilla de trigo. En el cuartel inferior, en plata, se representa un caballo blanco pasante y un toro negro parado, enfrentados sobre un puente de piedra de dos ojos por debajo del cual discurre un arroyo de su color. Ambos están encadenados a la puerta de la torre del cuartel superior por cadenas de sable. Lleva una orla y, en su exterior, la inscripción «Rica en vacas, ovejas, caballos; generosa en granos; en aceite, fértil; en vino fecunda; criadora de frutas, de sal; en pinos soberbia; solo con tus bienes opulenta». Todo sobre cartela de oro con lambrequines y corona real abierta.
Representación dentro del escudo provincial de Sevilla
En el escudo provincial de Sevilla se usa una versión simplificada del escudo tradicional de Utrera. La normativa oficial de la Diputación de Sevilla describe esta simplificación de la siguiente manera:

[...] un escudo cortado, el primero con tres cuarteles; en el primero y tercer cuartel, de plata, un olivo de su color; en el segundo cuartel, de oro, una torre de su color; en la parte inferior, de plata, un caballo blanco y un toro negro enfrentados, sobre un puente bajo el que discurre un río (todos los elementos de su color). Los colores son: Plata (blanco), Verde, Negro y Oro (amarillo).

La seña de identidad de los habitantes de Utrera es el caballo.

## Administración y política
| Periodo   | Nombre                             | Partido | Partido                                                 |
| --------- | ---------------------------------- | ------- | ------------------------------------------------------- |
| 1979-2003 | José Dorado Alé                    |         | Partido Socialista Obrero Español de Andalucía (PSOE-A) |
| 2003-2015 | Francisco Jiménez Jiménez          |         | Partido Socialista Obrero Español de Andalucía (PSOE-A) |
| 2015-2023 | José María Villalobos Ramos        |         | Partido Socialista Obrero Español de Andalucía (PSOE-A) |
| 2023-act. | Francisco de Paula Jiménez Morales |         | Partido Popular de Andalucía (PP)                       |

| Partido político                                         | 2023  | 2023   | 2023       | 2019  | 2019   | 2019       | 2015  | 2015   | 2015       | 2011  | 2011  | 2011       | 2007  | 2007   | 2007       |
| Partido político                                         | %     | Votos  | Concejales | %     | Votos  | Concejales | %     | Votos  | Concejales | %     | Votos | Concejales | %     | Votos  | Concejales |
| Partido Popular de Andalucía (PP)                        | 42,94 | 10 327 | 12         | 4,19  | 969    | 0          | 7,26  | 1702   | 2          | 15,38 | 3700  | 4          | 8,50  | 1992   | 2          |
| Partido Socialista Obrero Español de Andalucía (PSOE-A)  | 37,76 | 9083   | 11         | 44,85 | 10 373 | 14         | 43,45 | 10 180 | 12         | 34,88 | 8392  | 10         | 37,94 | 8895   | 8          |
| Utrera Más-Juntos por Utrera                             | 7,43  | 1789   | 2          | 32,71 | 7566   | 10         | —     | —      | —          | —     | —     | —          | —     | —      | —          |
| Con Andalucía-Izquierda Unida (IU)                       | 3,49  | 840    | 0          | 1,84  | 426    | 0          | 7,83  | 1835   | 2          | 6,71  | 1615  | 1          | 3,48  | 815    | 0          |
| Partido Andalucista (PA)-Espacio Plural Andaluz (EP-And) | —     | —      | —          | —     | —      | —          | 31,96 | 7487   | 9          | 33,23 | 7995  | 9          | 48,89 | 11 462 | 11         |
| Unión Progreso y Democracia (UPyD)                       | —     | —      | —          | —     | —      | —          | 4,26  | 999    | 0          | 5,43  | 1307  | 1          | —     | —      | —          |

## Monumentos y lugares de interés
Utrera posee un importante patrimonio monumental. Todo el centro histórico de la ciudad está declarado Bien de Interés Cultural, en calidad de Conjunto Histórico-Artístico desde 2002.

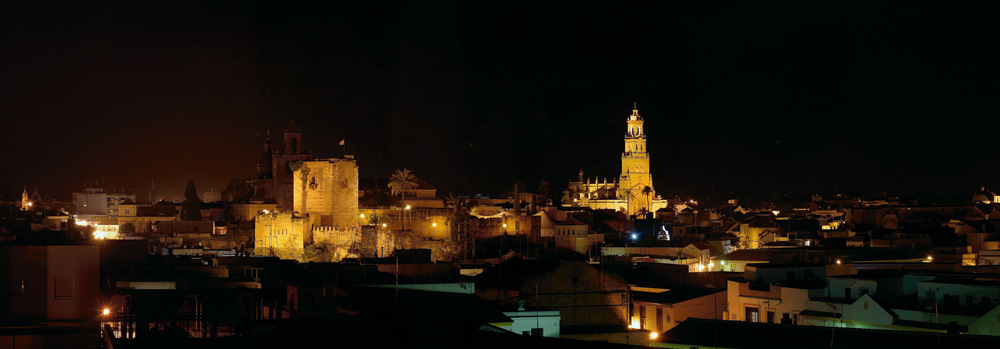
Vista nocturna de Utrera desde la plaza de España. Se aprecian: a la izquierda el Castillo, detrás la torre de la iglesia de Santiago y la iglesia de Santa María de la Mesa a la derecha

### Arquitectura religiosa
Iglesia de Santa María de la Mesa

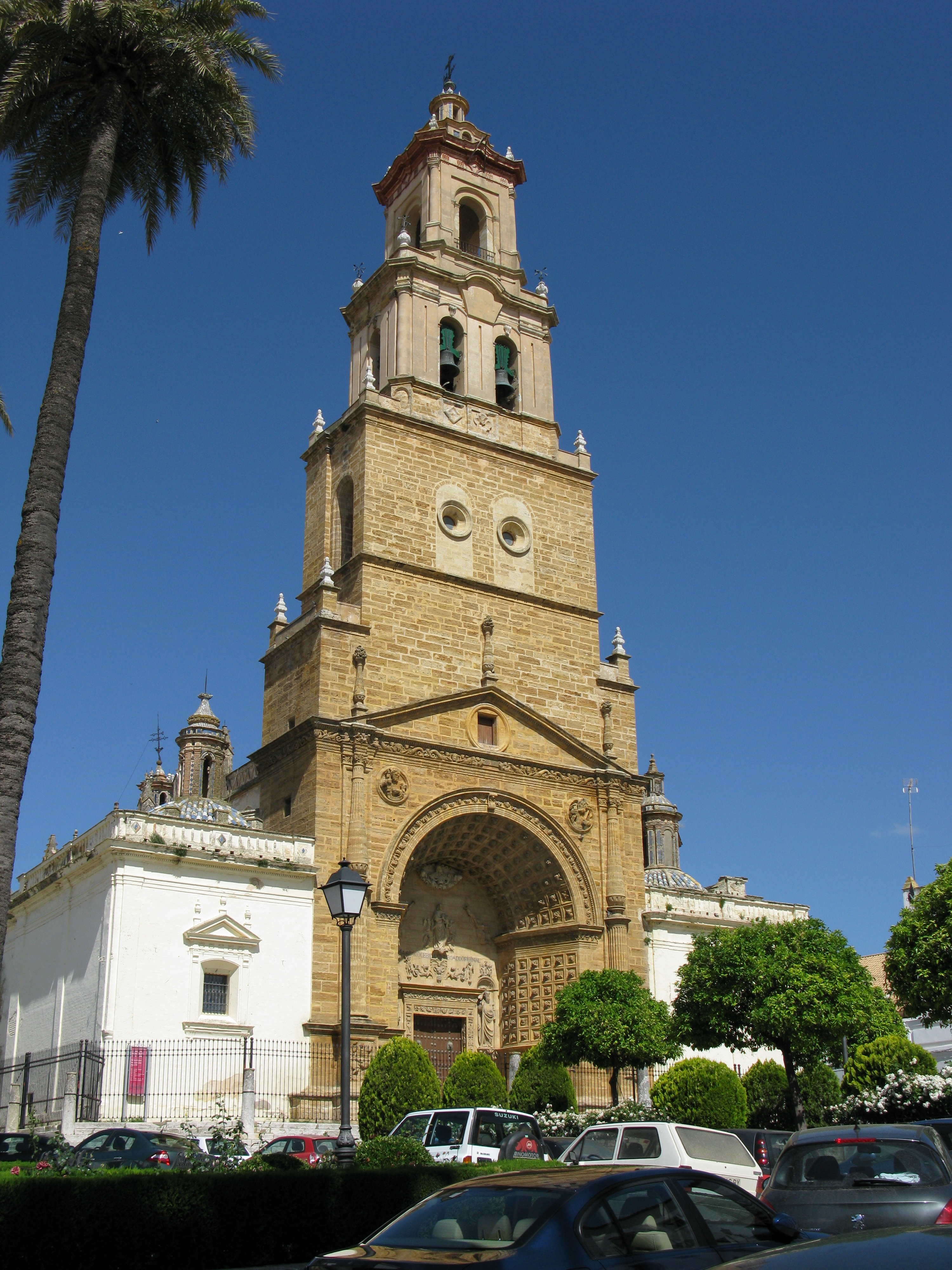
Fachada principal de la iglesia de Santa María de la Mesa

Está declarada Bien de Interés Cultural en calidad de Monumento Histórico-Artístico desde 1979. Forma parte del paisaje característico de Utrera, ya que su torre, al ser la edificación más alta de la ciudad, se puede ver desde cualquier punto alto. Se trata de un templo medieval que se reformó en 1401 y posteriormente en el siglo XVI, perteneciendo a esta segunda fase la portada de los pies y el crucero. Es un templo de grandes dimensiones, construido en ladrillo, cantería y mampostería, con cinco naves, la central de mayor altura, con seis tramos y crucero. Desde un punto de vista artístico, mezcla las formas góticas y renacentistas. La Puerta del Perdón presenta una rica decoración y un diseño atrevido para los cánones renacentistas conforme a los que está construida.

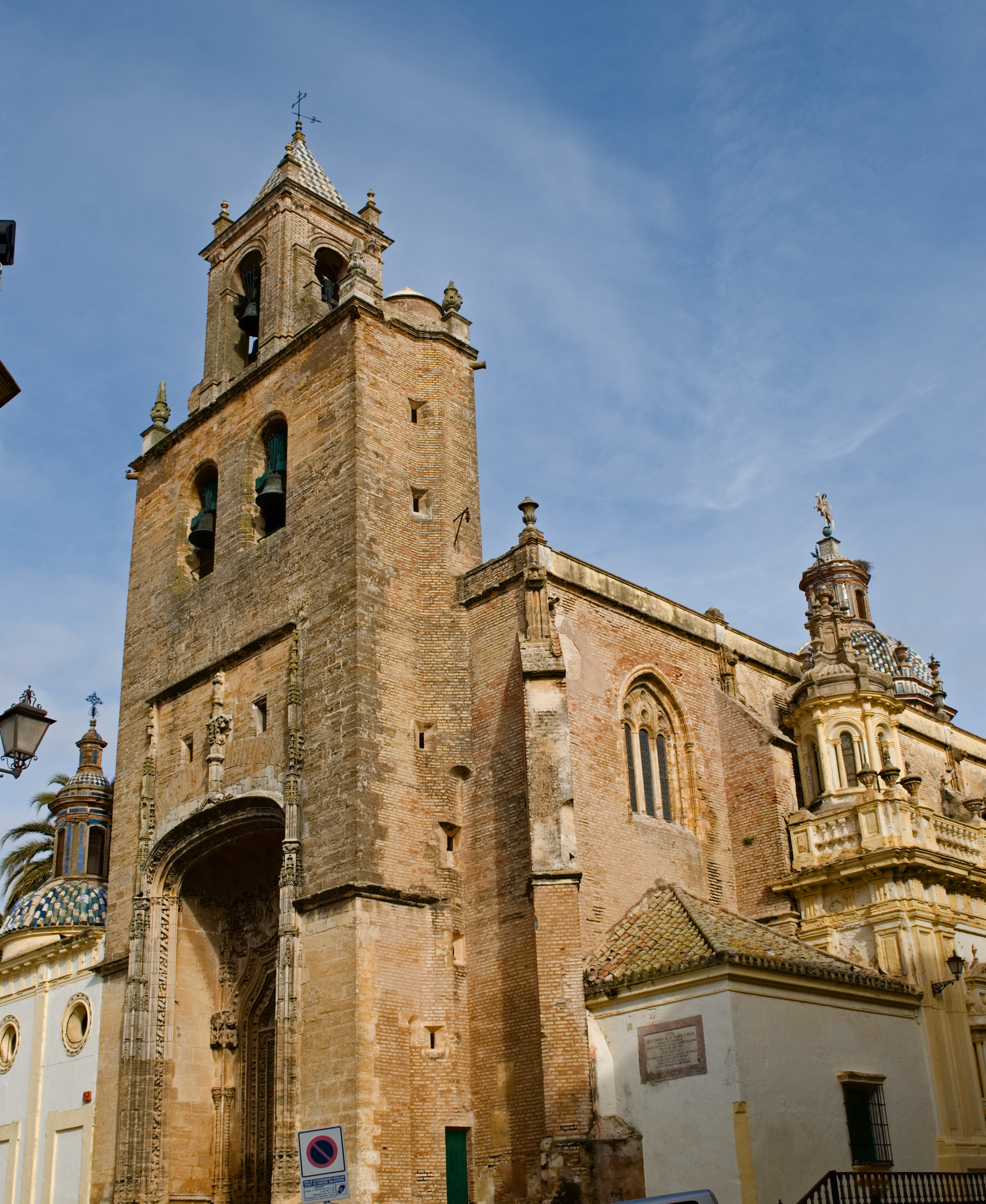
Iglesia de Santiago el Mayor
Es una iglesia parroquial, y está declarada Bien de Interés Cultural en calidad de Monumento histórico-artístico desde 1977. Es un templo gótico del siglo XIV con una larga historia. Está ubicado en las proximidades del castillo. Su planta de tipo de salón se encuentra dividida por pilares fasciculados y cubiertas de bóvedas nervadas de gran belleza. Posteriormente, las naves se vieron completadas con cúpula renacentista y capillas barrocas y neoclásicas.
Santuario de Ntra. Sra. de Consolación

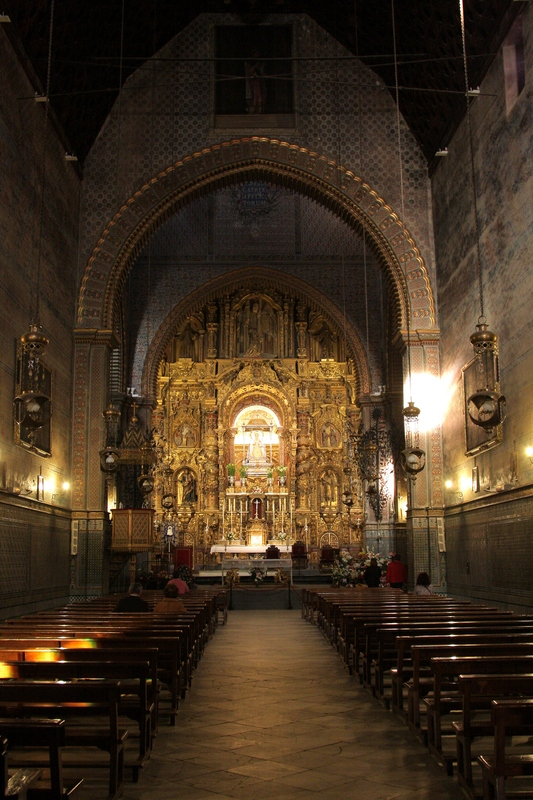
Santuario de consolación

Este templo está ubicado en las afueras de la ciudad, y se llega a él por un espacioso camino, hoy día convertido en paseo, flanqueado por el parque de Consolación. En su interior se encuentra la patrona de la ciudad, Nuestra Señora de Consolación, destacando además su artesonado mudéjar y el altar mayor barroco, que se trata de una de las joyas barrocas más importantes que hay Andalucía, que destaca por sus dimensiones de 15,5 metros de altura y 12 de anchura y que fue ejecutada en 1703 por Francisco Javier Delgado. Este altar mayor se restauró en 2020. El edificio es de estilo barroco clasicista. Fue construido en el primer tercio del siglo XVII, sobre una ermita del siglo XVI dedicada a albergar la imagen de la Virgen de Consolación, que fue trasladada desde el desaparecido Convento de la Antigua. El 31 de marzo de 1561, la Orden de los Mínimos se hizo cargo de la ermita, levantaron su monasterio anexo a esta y más tarde la iglesia que se observa en la actualidad. Esta consta de nave única con crucero, con una estructura de muros de carga de ladrillo enfoscado y pilares. Los arcos fajones dobles de la nave y el triunfal, son de medio punto. La capilla mayor es cuadrada y las cubiertas de bóveda de cañón con lunetos. En el crucero hay una cúpula con linterna. A los pies de la nave hay una estructura de vigas con artesonado de madera, que se apoya en columnas de mármol blanco. Sobre esta se asienta el coro y una torre de dos cuerpos que está adornada con azulejos. La portada es de piedra amarillenta y consta de dos cuerpos. Fue declarado Monumento histórico-artístico en 1982.
Convento de la Purísima Concepción
Fue fundado en 1577 por Francisco Álvarez de Bohórquez y su esposa Catalina de Coria. En este convento de clausura se encuentran las monjas de la orden de las Carmelitas Descalzas. Cuenta con una iglesia de nave única con una rica cubierta de carpintería mudéjar. A los pies de la nave se encuentra un coro alto cerrado por el artesonado y un coro bajo de planta rectangular cubierto con bóvedas de cañón con lunetos y arcos con yesería del siglo XVII. La sacristía está tras el retablo mayor. Al final de la nave hay una espadaña de ladrillo. Está declarado Bien de Interés Cultural en calidad de Monumento histórico-artístico desde 1979.
Convento de las Hermanas de La Cruz y Capilla de los Dolores
Fue construido en el segundo cuarto del siglo XVIII. La finalización de su construcción está fechada en 1747. En este convento residen las hermanas de la Cruz. Anexo a este convento se encuentra la Capilla de Los Dolores, cuya planta elíptica constituye uno de los escasos ejemplos de este tipo en la arquitectura barroca sevillana.
Hospital de la Santa Resurrección

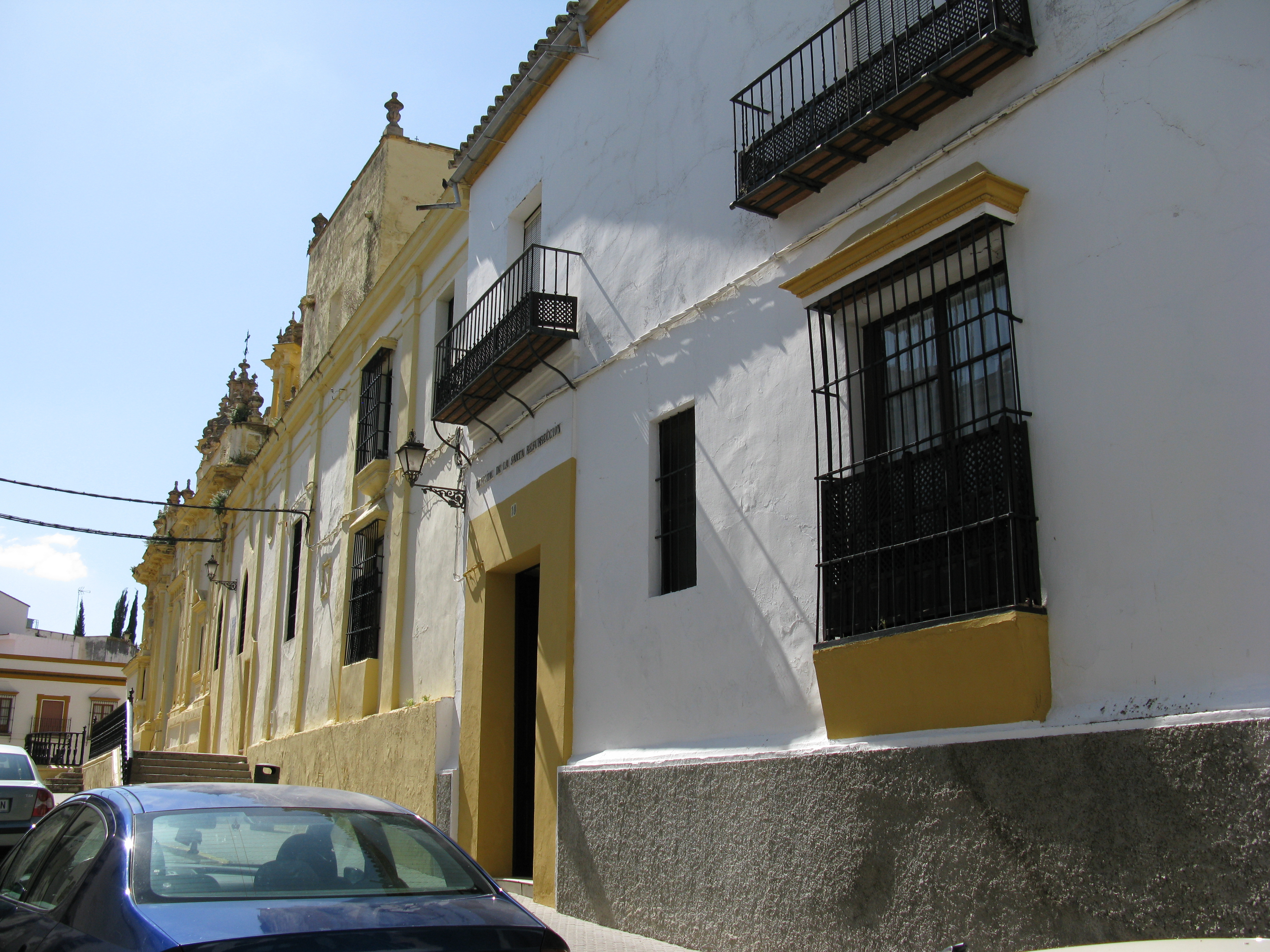
Portal del Hospital de la Santa Resurrección

Fue fundado en 1514 por Catalina de Perea, viuda de Lope Ponce de León. Desde entonces, ha sido reformado y ampliado en varias ocasiones, aunque la columnata de mármol blanco con arcos de medio punto del patio central y los pilares de ladrillo de sección poligonal datan de la época fundacional. Posee una pequeña iglesia del siglo XVII de una sola nave con bóveda de cañón, falsos lunetos y arcos fajones. La bóveda que hay sobre el presbiterio es semiesférica, y está levantada sobre pechinas. En el retablo mayor, de finales del siglo XVII, se encuentra una escultura de candelero de la Virgen de la Salud, las imágenes de San Pedro y San Pablo, y un relieve que representa la Resurrección de Jesucristo. En esta iglesia se conservan dos sepulcros de miembros de la familia de los Ponce de León, Don Juan y Don Lope, a quien Rodrigo Caro dedicó un epigrama. Es una construcción cuyo estilo se ubica entre el arte gótico y el renacentista.
Capilla de San Francisco
Se halla en la plaza del Altozano, en el centro de la ciudad. Esta iglesia fue construida en 1645 por los jesuitas en esta zona, que entonces era extramuros, con la financiación de los duques de Arcos. Fue ocupada por los franciscanos a partir de 1797. La capilla muestra una única nave cubierta con bóveda y cúpula decoradas con frescos de principios del siglo XVIII, que narran la historia de la Compañía de Jesús.
Capilla de Ntra. Sra. del Carmen
Es una antigua capilla carmelita del siglo XVII. El templo forma parte del Colegio Salesiano de Utrera, el más antiguo de la congregación de San Juan Bosco en España, fundado en 1881.
Capilla de San Bartolomé
En ella se venera la imagen de Ntro. Padre Jesús Nazareno, tallada por el escultor Marcos de Cabrera en 1597. Está justo enfrente de la Capilla del Carmen, y es de mucho menor tamaño que aquella. En su interior se conserva un importante contenido artístico. Fue construida en el siglo XVII, a la vez que el desaparecido convento carmelita sobre el que se ubica desde 1881 el actual Colegio Salesiano de Utrera. Durante el siglo XVIII se llevaron a cabo diversas remodelaciones de la capilla y en el siglo XIX fue añadida una espadaña de factura sencilla. Consta de una nave con bóveda de cañón y de una bóveda sobre pechinas sobre el altar. Sus tres retablos son barrocos y en ellos se insertan tallas de los siglos XVI y XVII.
Capilla de la Santísima Trinidad
Fue construida entre 1719 y 1723. Consta de una única nave y alberga en su interior varios altares e imágenes, destacando la del Cristo de los Afligidos y la cabeza de San Jacinto. Su portada es de un estilo sobrio y está coronada por una pequeña espadaña con campanario.

### Arquitectura civil
El Castillo
Se encuentra sobre un cerro natural muy próximo a la parroquia de Santiago el Mayor. Está declarado Bien de interés cultural y Monumento Histórico-Artístico desde 1985. Fue construido por el Concejo de Sevilla sobre los restos de una antigua torre árabe. Aparece citado en 1264 por Alfonso X el Sabio. En 1368 fue destruido por Muhammed V de Granada y posteriormente reconstruido a finales del siglo XIV. Desde finales del XV ha permanecido abandonado finales del siglo XX, en el que se han realizado una serie de actuaciones destinadas a su recuperación para uso público.
Casa Surga

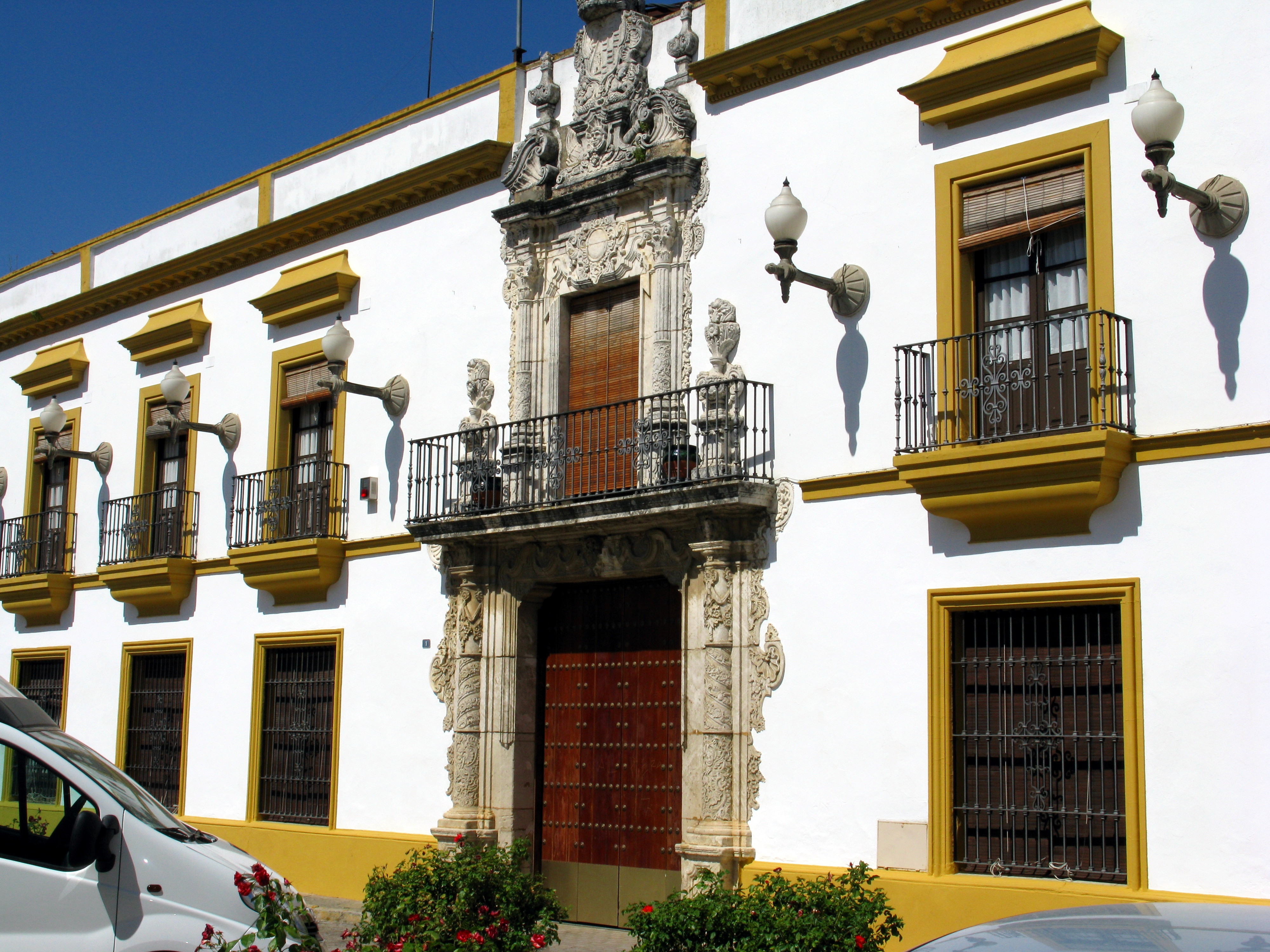
Fachada principal del palacio de Vistahermosa (1730), sede actual del Ayuntamiento de Utrera

Es una casa señorial de estilo sevillano, fechada en 1783, y compuesta de una casa principal y una casa de labor. Actualmente está en estado ruinoso y no visitable, debido al abandono y continuos expolios. Con anterioridad a su deterioro, había sido declarada Bien de interés cultural y Monumento Histórico-Artístico en 1977. Posee un sobrado en forma de mirador. Tiene seis ventanas con amplio vuelo que sobresalen de la fachada, adornadas con guarnición de faja resaltante. La portada está ricamente adornada, y labrada en piedra martelilla muy porosa. Posee un patio central rodeado de columnas de mármol y arcos de medio punto. La escalera principal, que conducía a la planta noble, era una de las características más importantes del edificio.
Casa cuartel de la Guardia Civil
Fue declarado bien de interés cultural y monumento histórico-artístico en 1985. Es una construcción de estilo castellano realizada en 1577. En su origen, fue un cuartel de caballería, el cual fue construido por el Cabildo durante el reinado de Felipe II. Posteriormente sirvió como casa cuartel de la Guardia Civil. En la actualidad ha sido restaurado y rehabilitado para viviendas.
Casa consistorial
El antiguo palacio de los condes de Vistahermosa se sitúa en la plaza de Gibaxa. Su portada rococó es de 1730. En su interior destacan sus salones románticos e historicistas. Actualmente es la sede del Ayuntamiento de Utrera.

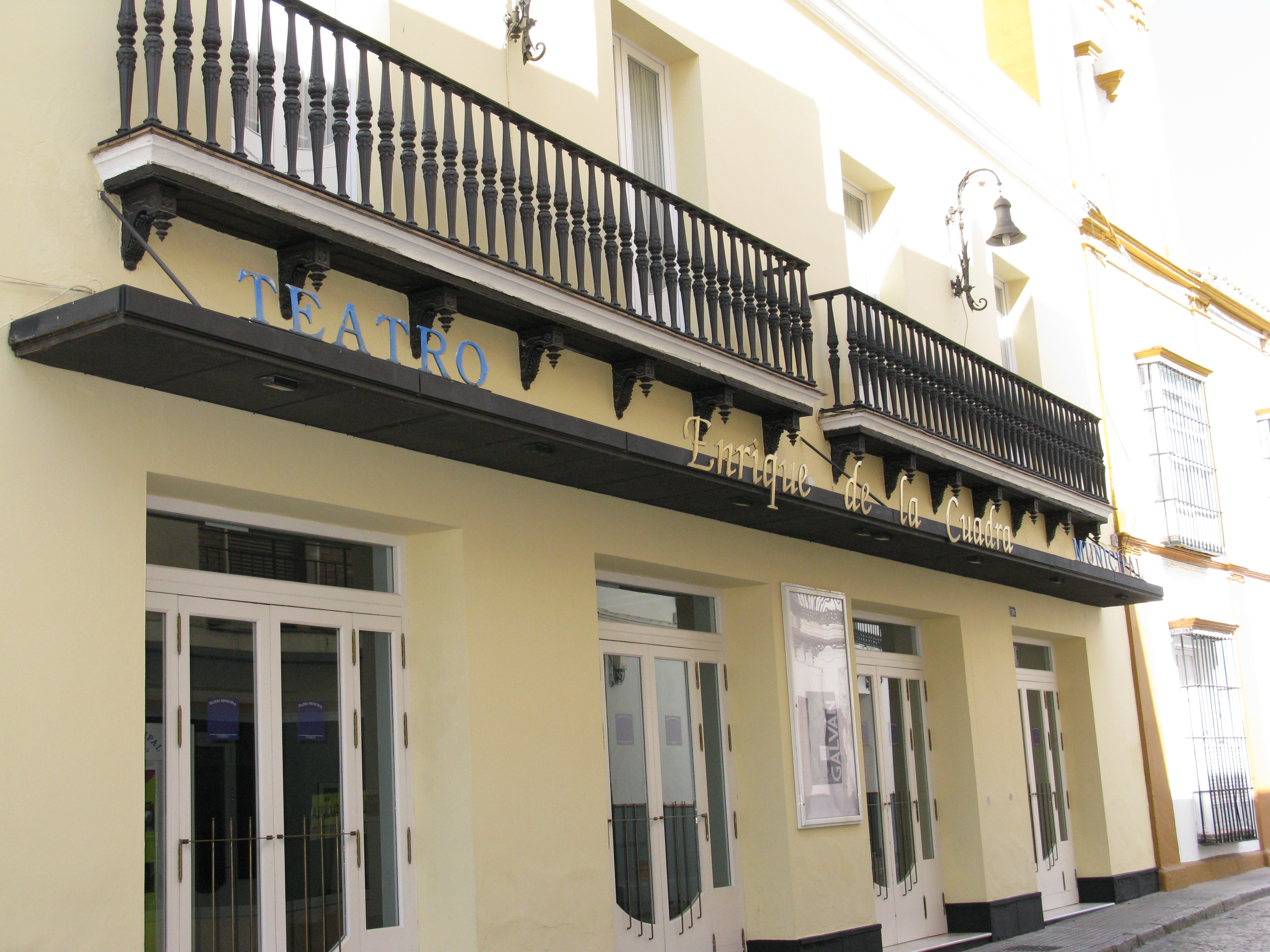
Portada del teatro municipal Enrique de la Cuadra

Teatro municipal Enrique de la Cuadra
Fue construido entre septiembre de 1885 y enero de 1887, por orden de Enrique de la Cuadra. El coste total de las obras fue de 218 000 reales, una cantidad considerable para su época. Es un teatro diseñado al estilo italiano, de distribución muy equilibrada entre la sala destinada al público y el escenario. Fue rehabilitado en 1993 para uso público, bajo la dirección del arquitecto Juan Ruesga Navarro. Su escenario es uno de los más amplios de Andalucía y cuenta con equipamiento técnico que permite acometer un amplio abanico de especialidades escénicas. Su aforo es de 525 plazas, entre el patio de butacas y los palcos. En su interior se puede visitar el Legado de los Álvarez Quintero, un fondo museológico en el que se exponen parte de la biblioteca y los enseres personales de estos comediógrafos utreranos.
Casa de la Cultura
La Casa Palacio de Los Marqueses de Tous, del siglo XVIII, está situada en la calle Rodrigo Caro, en uno de los rincones más representativos de la ciudad. Está destinada a uso cultural desde 1990. Es característica su fachada avitolada, de estilo barroco, articulada con grandes pilastras.
Niño Perdido

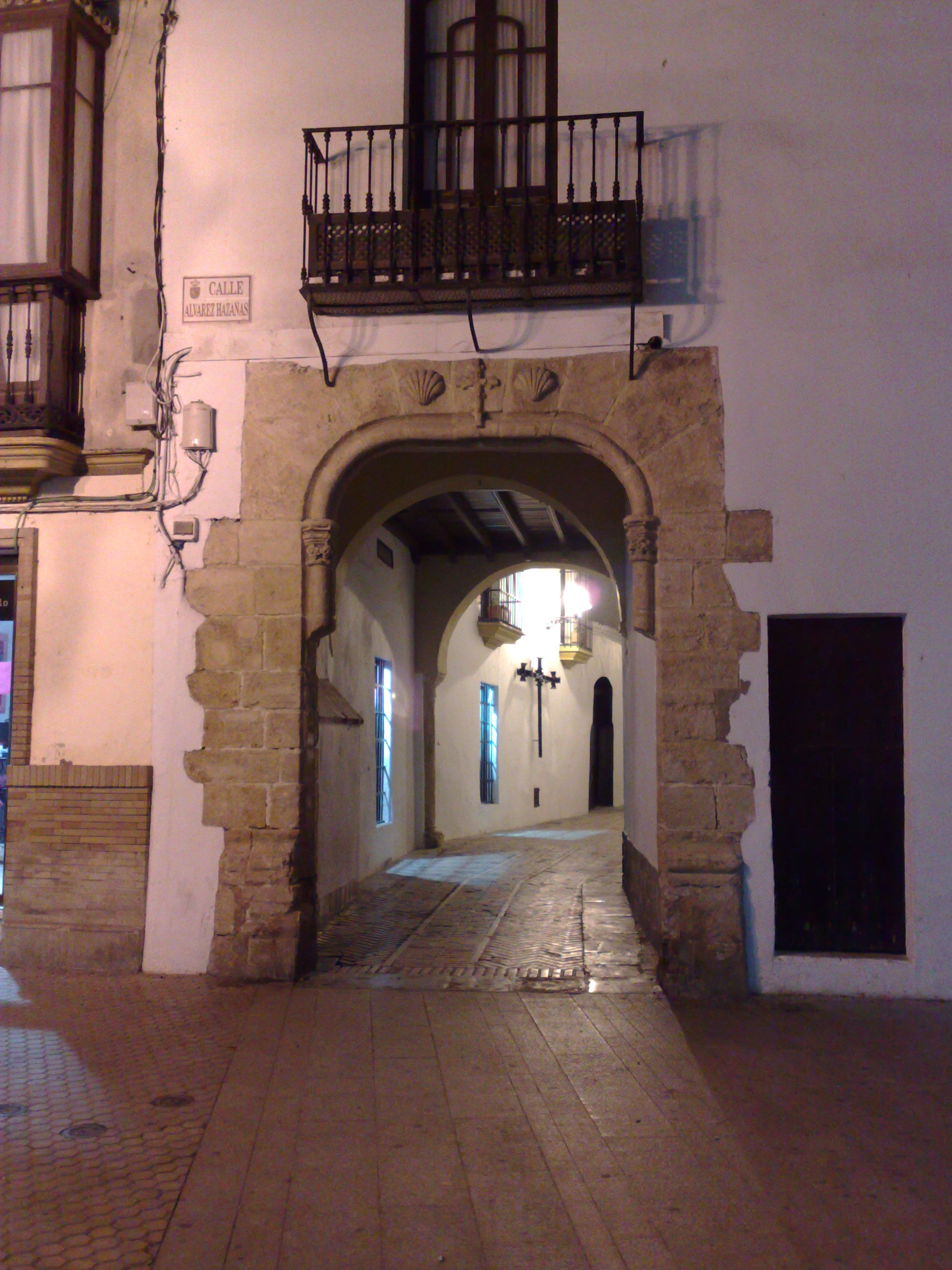
Pasaje del Niño Perdido, antigua judería

Este conjunto arquitectónico es una antigua judería con sinagoga, transformada a lo largo del tiempo en hospital, iglesia, cementerio y casa de expósitos. Actualmente esta zona acoge varias viviendas particulares y un par de bares de copas, aunque sigue siendo uno de los lugares más característicos y representativos del casco antiguo utrerano.
Recinto amurallado y el Arco de la Villa
En diferentes zonas del casco histórico se conservan algunos restos de la muralla medieval, entre los que se encuentran el Arco de la Villa, el Portillo de la Misericordia y algunas torres como las de la plaza de la Constitución, la plaza del Altozano y la calle Álvarez Hazañas. El Arco de la Villa, recientemente restaurado, era una de las puertas de entrada a la ciudad. En su estructura presenta vanos apuntados, y una capilla barroca en el piso alto.
Plazas
Destacan las plazas del Altozano, de Enrique de la Cuadra —antigua plaza del Bacalao—, de la Constitución, de Gibaxa y de Santa Ana. Entre todas, la que actualmente alberga una mayor actividad es la plaza del Altozano, que se configura como centro neurálgico de la localidad. Pese a haber sido recientemente reformada, aún conserva restos de los siglos XVII y XVIII, sobre todo en alguno de los edificios colindantes.
Torres de molino de aceite
Son numerosas y se distribuyen por todo el casco antiguo. Estas construcciones son un reflejo de la importancia que tuvo la industria olivarera en Utrera. Merecen ser mencionadas las que pueden observarse en las calles Vicente Giráldez, Molares, Mujeres, Sacramento, Preciosa y Ponce de León.
Casco antiguo y casas solariegas

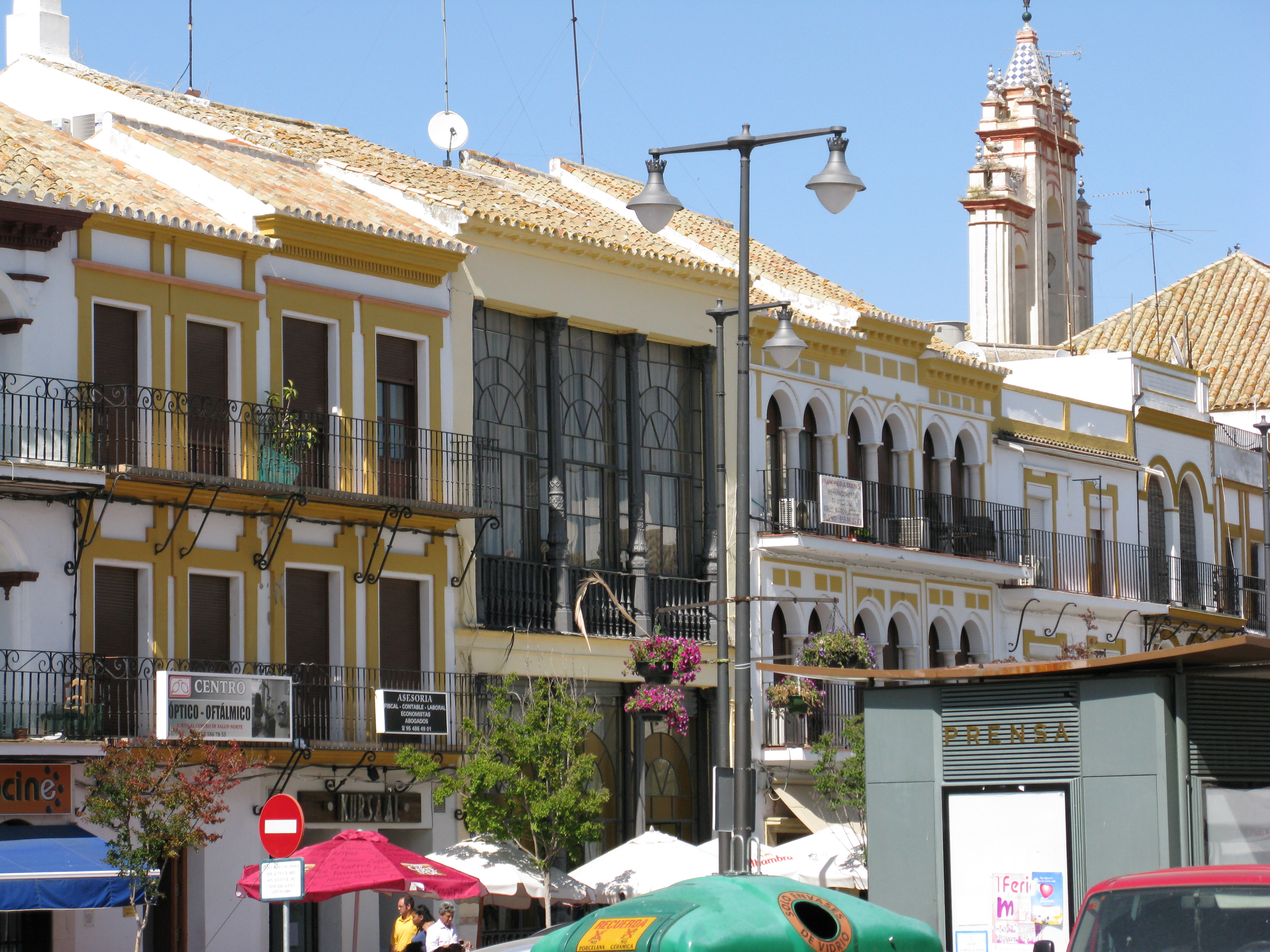
Conjunto de fachadas de los siglos y en la plaza del Altozano

El tipo de casa histórica utrerana presenta como característica la humildad de sus materiales —mampostería de argamasa, ladrillos, teja árabe y cal— y la uniformidad de sus fachadas. El casco antiguo de Utrera presenta un estilo característico marcado por la sobriedad de estas construcciones. Aún se conserva un conjunto importante de casas del siglo XVIII, como las que ocupan el flanco norte de la plaza del Altozano, así como algunas pocas que datan de los siglos XVI y XVII. Aparte de estas antiguas viviendas, existen varias casas solariegas de especial importancia por su valor histórico y arquitectónico, entre las que destacan la de Román Meléndez, en la calle homónima, la Casa Surga, en la calle María auxiliadora, la Casa Palacio de Los Marqueses de Tous, en la calle Rodrigo Caro, la Casa Palacio de los Cuadra, en la plaza Enrique de la Cuadra y la Casa Riarola, en la calle Virgen de Consolación.
Fuente de los Ocho Caños
Es una antigua fuente restaurada, de planta octogonal y con una cubierta a modo de templete. Está situada al final de la calle Cristo de los Afligidos, cerca de la puerta medieval del Arco de la Villa, en el exterior del recinto amurallado. La cubierta está adornada por paños de azulejos sevillanos, y se sostiene sobre ocho arcos de medio punto. Bajo cada arco posee un grifo que desagua en la pila que rodea toda la estructura. Su función era la de aprovisionar de agua a los habitantes de la villa y abrevar al ganado.
Torre de Lopera
Localizada en las afueras de la población, la Torre de Lopera estuvo en la frontera con el Reino de Granada.
Salinas de Valcargado
Están situadas en la zona sur del término municipal, muy próximas al embalse de Torre del Águila, a unos 60 m sobre el nivel del mar. Se trata de unas salinas de interior, en explotación artesanal. Junto a las salinas de Coripe, son las únicas de este tipo que se encuentran en la provincia de Sevilla. El suelo está formado por depósitos de margas, arcillas, y yesos, que limitan su capacidad agrícola por su salinidad y drenaje deficiente. Está alimentada por el arroyo de la Salina, que posee un coeficiente de torrencialidad moderado.
Complejo Endorreico de Utrera
Esta reserva natural está formada por las lagunas de Alcaparrosa, de Arjona y de Zarracatín. Se asienta sobre margas y arcillas del Período cuaternario que configuran un terreno de lomas suaves. Con una superficie de 100 ha, el conjunto de lagunas endorreicas con vegetación palustre de taraje, juncos y salicornia, es un paraje donde se refugian azulones, porrones comunes, correlimos, zarapatines, ánades rabudos y avocetas.
Embalse de Torre del Águila
Este embalse es una zona húmeda de vital importancia ecológica, tanto por la proximidad al parque nacional de Doñana, como por constituir un lugar de descanso en la ruta migratoria de numerosas especies de aves. Está situado en un entorno de lomas con pendientes muy suaves. Sus aguas son salobres con mucha materia orgánica y poca transparencia. Es destacable la numerosa fauna que habita este humedal transformado, donde pueden encontrarse ejemplares de pato malvasía, en peligro de extinción, así como comunidades de ánade real, focha común y porrón común. Otras especies presentes son el pato cuchara, reptiles como las culebras viperina, ciega y bastarda, y peces como el barbo, la boga y la carpa.

## Cultura

### Gastronomía

#### Platos típicos

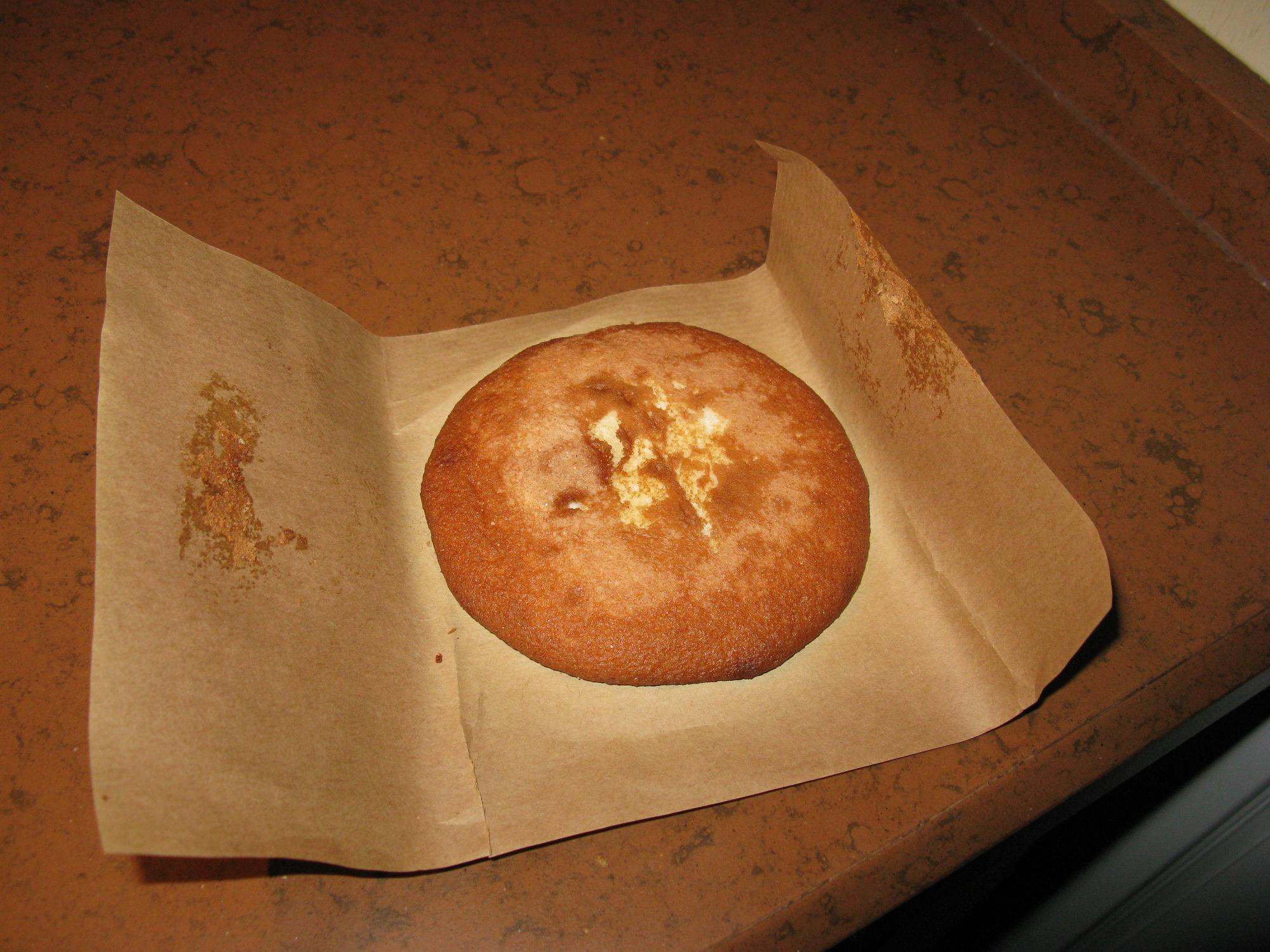
Mostachón de Utrera

La gastronomía utrerana es muy variada, y comprende muchos de los platos tradicionales de la cocina andaluza, como el gazpacho, la caldereta y los potajes. Las legumbres, los productos de la huerta, el arroz, las carnes y el aceite de oliva constituyen la base de la cocina más representativa de La Campiña. Es frecuente encontrar guisos de carne entre sus platos típicos, como el característico guiso de cola de toro. Los encurtidos de aceituna de mesa son un aperitivo o entrante frecuente en sus bares o locales de restauración. La aceituna gordal es una variedad típica de la zona, y es muy apreciada por su tamaño y sabor.
Los platos caseros más frecuentes son el potaje andaluz, el puchero y la comida con pringá. La comida es un cocido de garbanzos, habichuelas blancas o ambas legumbres, guisadas con carne, tocino, morcilla y chorizo. La pringá consiste en la carne, tocino y embutidos resultantes de la cocción del cocido o comida. Se sirve aparte, y se come aplastando todo con trozos de pan y ayudándose de éstos para llevarla a la boca. El término pringá también se usa para llamar a la carne y tocinos del puchero cuando se comen de esa forma.
El guiso de caracoles es un plato típico muy apreciado. Se preparan cocidos, con un condimento que mezcla varias especias. Su caldo verde oscuro, de sabor salado y picante, es una de sus principales características y normalmente se bebe después, directamente del vaso o taza donde se sirven los caracoles.

#### Dulces típicos
El dulce típico utrerano por antonomasia es el mostachón, que es un bizcocho aplanado que se cocina sobre un papel de estraza en horno de leña. Las bizcotelas —de origen árabe—, las lenguas y palos de nata, los brazos de gitano y una amplia variedad de dulces y pasteles, constituyen la base de una larga tradición repostera que ha aportado a las confiterías utreranas reconocimiento en toda la región.

### Deporte
Entre los clubes deportivos, se encuentran el Club Deportivo Utrera, Club Baloncesto Utrera, Club Utrerano de Atletismo, Club Balonmano Utrera, Club Rugby Utrera, Club Voleibol Utrera, en definitiva, una amplia variedad deportiva local.

### Festejos y eventos culturales

#### Feria de Consolación

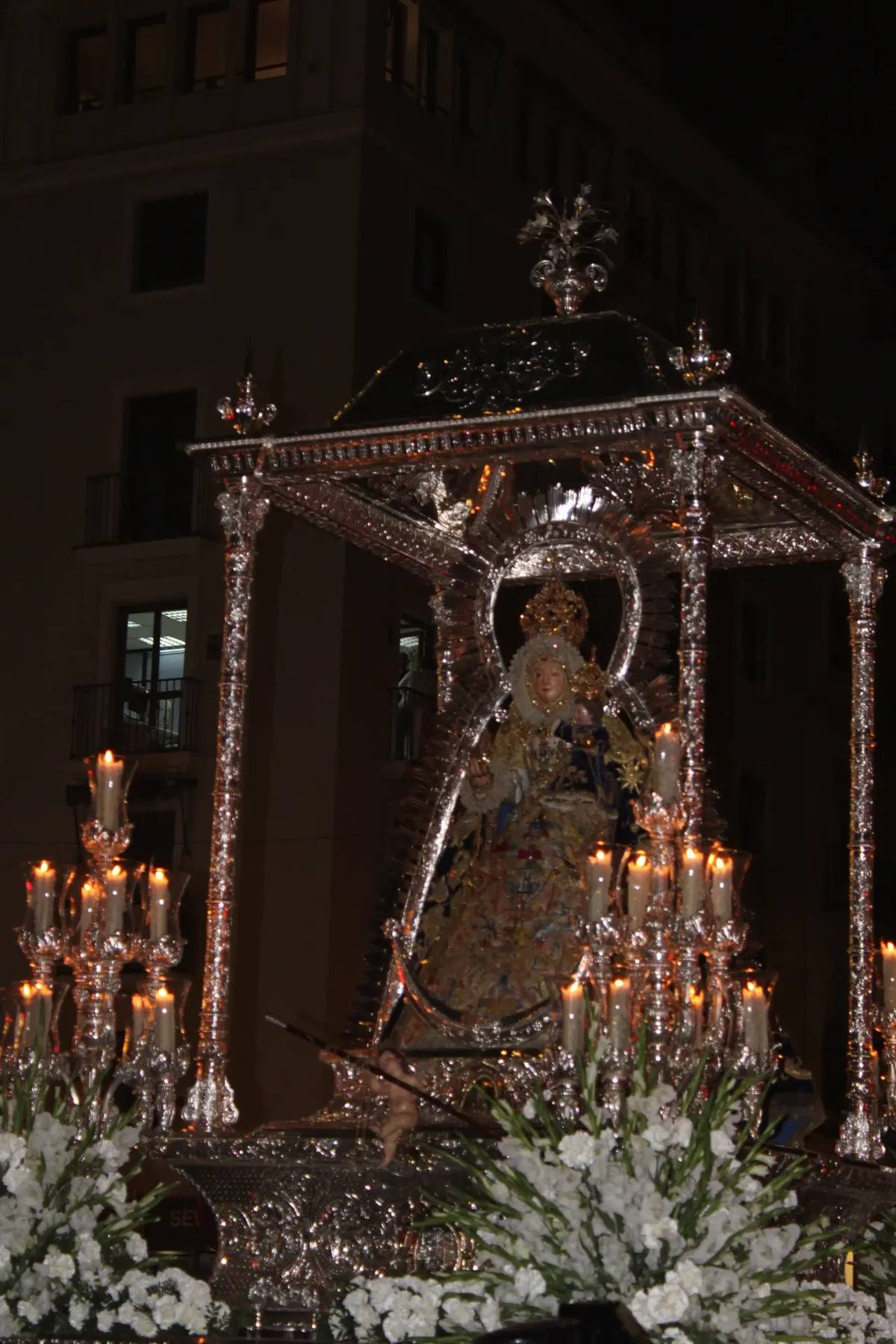
Procesión de Nuestra Señora de la Consolación (Patrona de Utrera) en Sevilla en la Magna del 2024.

Se celebra con motivo de las fiestas patronales, en honor a la Virgen de Consolación. Está declarada de interés turístico, tiene lugar en torno al día 8 de septiembre y dura cuatro días. El día 8 el Santuario de Ntra. Señora de Consolación permanece abierto al público durante todo el día y la noche, y son frecuentes las peregrinaciones desde los pueblos cercanos. Se desarrolla en un amplio recinto ferial anexo al Parque de Consolación, y se configura de manera parecida a la más conocida Feria de Abril de Sevilla, con casetas organizadas por familias, grupos de amigos o asociaciones. Utrera es especialmente famosa por ser cuna de importantes artistas del flamenco y en la feria se producen frecuentes manifestaciones musicales de este género.

#### Semana Santa

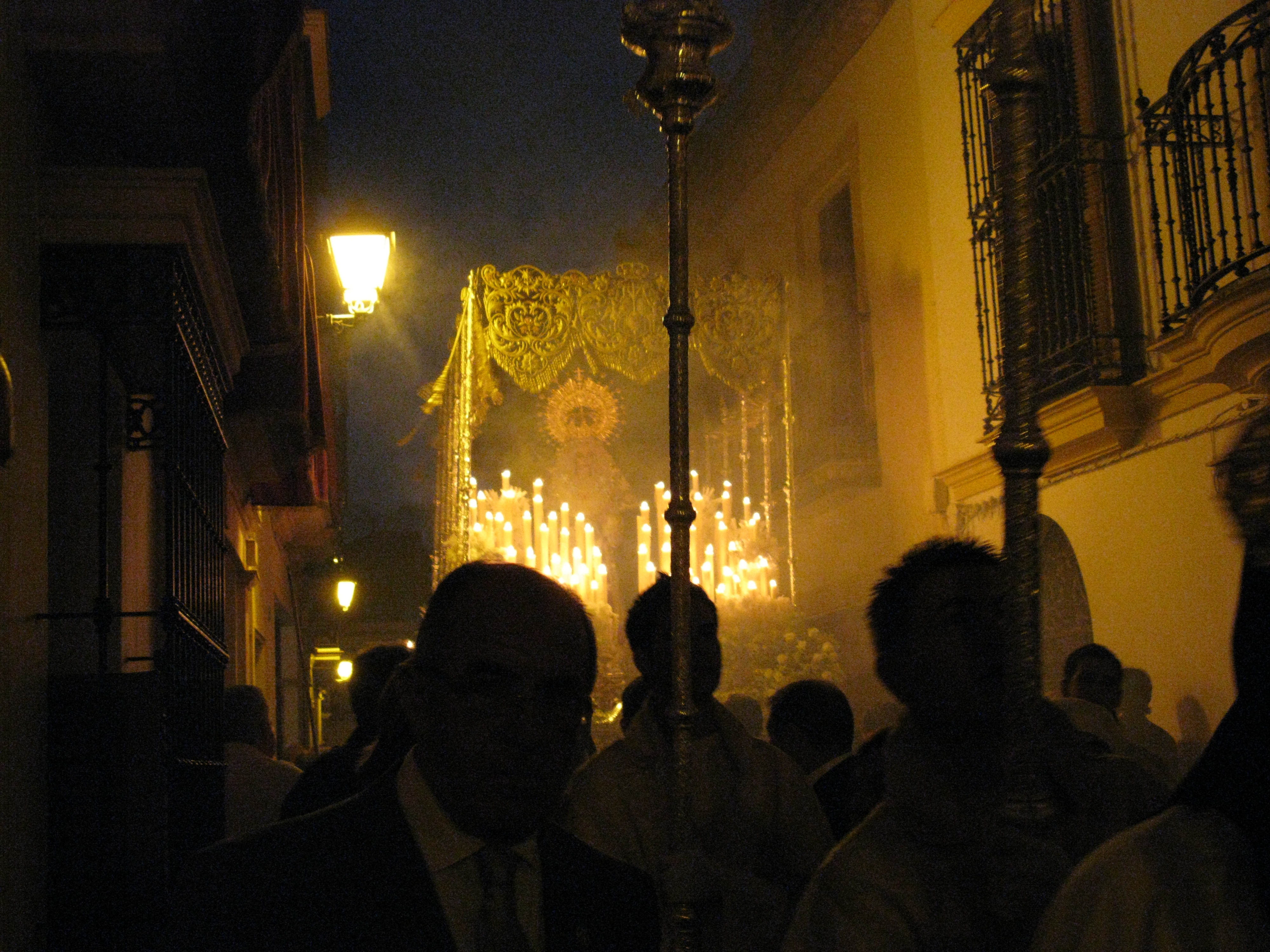
Procesión de Semana Santa en la noche del Domingo de Ramos utrerano

La Semana Santa que se celebra en la localidad está declarada de interés turístico. Es una de sus fiestas más importantes, junto a la Feria de Consolación. El año 2007 fue declarado Año Jubilar por el papa Benedicto XVI, con motivo del V Centenario de la llegada de la patrona a la ciudad.

#### Potaje gitano
El potaje gitano de Utrera es el festival flamenco más antiguo de España. Se celebra el último sábado de junio. Su origen se remonta al 15 de mayo de 1957. Surgió durante la celebración de una comida de la Hermandad de los Gitanos de Utrera, que fue organizada a raíz de una propuesta de su mayordomo, Andrés Jiménez Ramírez. Para el acto, el dueño del Bar Onuba preparó un potaje de frijones con muchos ajos y se sirvió vino tinto como bebida, celebrándose el evento en la Caseta del Tiro al Plato, en los inicios del Paseo de Consolación. A ella asistieron unas sesenta personas, entre las que estaban Diego el del Gastor, El Perrate, El Cuchara, Gaspar de Utrera, Manuel de Angustias y José el de la Aurora —padre de Fernanda y Bernarda—. Después de comer se inició una gran fiesta flamenca, que supuso el inicio de una larga tradición que ha consolidado el evento como uno de los más importantes del género. Además de por el aspecto artístico, el festival se caracteriza por estar dedicado a personajes importantes del flamenco y de la cultura en general. Entre estos homenajeados, se encuentran artistas como Pastora Imperio (1967), Lola Flores (1972), Gracia Montes (1976), Rocío Jurado (1979), Cristina Hoyos (2000), Alejandro Sanz (2004), Raphael (2006) o Joaquín Cortés (2007).

#### Otros eventos
Otras festividades importantes que se celebran a lo largo del año son la Cabalgata de los Reyes Magos, el 5 de enero; el Carnaval, a finales de febrero; la Romería de la Virgen de Fátima, que tiene lugar en torno al 13 de mayo; la Verbena de María Auxiliadora, en torno al 24 de mayo, que culmina con la procesión de la imagen de la virgen tallada por Francisco Buiza en 1967 —copia de la que San Juan Bosco trajo a la localidad— que se encuentra en el retablo mayor en la capilla de Ntra. Sra. del Carmen; el Corpus Christi, que acontece en mayo o en junio y la Fiesta de San Juan, conocida popularmente como Los Juanes, en la que se celebra la llegada del solsticio de verano, durante la noche del 23 al 24 de junio. En la localidad tienen lugar dos ferias gastronómicas anuales: la Feria de la Tapa en marzo y la Feria del Dulce en febrero.

## Servicios

### Transporte
| Tipo de vehículo      | Cantidad |
| --------------------- | -------- |
| Automóviles           | 19 403   |
| Camiones y furgonetas | 4363     |
| Otros vehículos       | 9594     |
| Total                 | 33 360   |

#### Parque de vehículos de motor
Utrera cuenta con un parque automovilístico extenso, con una ratio de 0,67 vehículos por habitante. La variación total de vehículos de motor entre 2003 y 2008 ha sido de 67,4 %. En 2008, con 33 360 vehículos, es el cuarto parque automovilístico en tamaño de la provincia, por detrás de Sevilla, Dos Hermanas y Alcalá de Guadaíra.

#### Infraestructuras viarias
Utrera está bien comunicada con Sevilla capital por medio de la autovía A-376. Esta vía rápida parte desde Utrera y discurre durante 25 kilómetros en dirección norte, constituyendo también un enlace con las localidades de Dos Hermanas, Alcalá de Guadaíra, el núcleo residencial de Montequinto y las numerosas carreteras de la red nacional que parten desde Sevilla.
La carretera A-362 une Utrera con la vecina localidad de Los Palacios y Villafranca, donde pueden tomarse la AP-4 o Autopista del Sur, de peaje, en dirección Cádiz, y la N-IV, que es el tramo aun sin desdoble de la A-4 o Autovía del Sur que une Madrid con Córdoba, Sevilla y Cádiz.
Hacia el este, la A-394 une Utrera con Arahal. En ese punto enlaza con la A-92, que constituye un gran eje longitudinal del sur de España. Hacia el sur, la A-394 constituye la principal vía de comunicación con El Palmar de Troya y es frecuentemente usada para tomar la carretera N-IV hacia Cádiz.
| Identificador | Denominación                                                              | Itinerario | Red                        | Longitud (km) |
| ------------- | ------------------------------------------------------------------------- | --- | -------------------------- | ------------- |
| A-376         | Autovía Sevilla - Utrera                                                  | Sevilla - Utrera | Red Básica de Articulación | 25,470        |
| A-375         | Carretera Utrera - Puerto serrano                                         | Utrera - Los Molares - El Coronil - Montellano - Puerto Serrano                                                       | Red Básica de Articulación | 45,140        |
| A-394         | Carretera Arahal - El Palmar                                              | Arahal (Donde enlaza con la Autovía de Andalucía) - Utrera - El Palmar de Troya - Puente Pájaras (Enlace con la N-IV) | Red Básica de Articulación | 38,590        |
| A-362         | Carretera Utrera - Los Palacios                                           | Utrera - Los Palacios y Villafranca                                                                                   | Red Intercomarcal          | 11            |
| A-8030        | Carretera Utrera - El Torbiscal Popularmente carretera de la Alcantarilla | Utrera - El Torbiscal (Donde enlaza con la N-IV).                                                                     | Red Complementaria         | 11,97         |
| A-8100        | Carretera Utrera - Carmona                                                | Utrera - Carmona | Red Complementaria         | 37,13         |

#### Ferrocarril
La estación de Utrera es cabecera de la línea C-1 de la red de Cercanías de Sevilla. A partir de esta hacia el sur el trazado ferroviario pasa a ser de vía única hasta que se complete la línea de alta velocidad Sevilla-Cádiz, momento en que será íntegramente de vía doble con traviesa polivalente. Además de trenes de cercanías, efectúan parada aquí algunos de los trenes de Altaria y Andalucía Exprés de la línea A-1.
| origen/destino           | <            | línea  | >           | destino/origen |
| ------------------------ | ------------ | ------ | ----------- | -------------- |
| Lora del Río Santa Justa | Cantaelgallo |        | terminal    | terminal       |
| Santa Justa              | Dos Hermanas | MD A-1 | Las Cabezas | Cádiz          |

#### Autobuses urbanos
Los antiguos autobuses urbanos fueron retirados del servicio el 29 de enero de 2009, tras más de treinta años en funcionamiento. Desde esta fecha, la localidad cuenta con dos líneas de autobuses que realizan recorridos complementarios. Los servicios son diurnos y no existe línea sustitutiva por las noches, salvo en fiestas y eventos especiales. Desde mayo de 2019, se inauguraron varias líneas de autobús urbanas.

#### Autobuses interurbanos
Hay una estación de autobuses inaugurada en 1996.
El municipio cuenta con las siguientes líneas de autobuses interurbanos:
| Ruta | Empresa           |
| --- | ----------------- |
| Utrera-Los Palacios y Villafranca-Las Cabezas de San Juan-Lebrija-Trebujena-Sanlúcar de Barrameda-Chipiona  | Los Amarillos     |
| Utrera-Los Palacios y Villafranca                                                                           | Los Amarillos     |
| Jerez-El Cuervo-Las Cabezas de San Juan-Utrera-Marchena-Arahal-Écija                                        | Los Amarillos     |
| Coripe-Puerto Serrano-Montellano-El Coronil-Los Molares-Utrera-Alcalá de Guadaíra-Sevilla                   | Casal             |
| Utrera-El Palmar de Troya-Guadalema de los Quintero-El Torbiscal-Trabajo-Sacramento-Las Cabezas de San Juan | Hermanos Cuchares |
| Utrera-Alcalá de Guadaíra-Sevilla                                                                           | San Roque         |
| Utrera-Los Molares-El Coronil                                                                               | San Roque         |
| Madrid-Marchena-Arahal-Utrera-Jerez-Pto. Sta. María-Cádiz-San Fernando                                      | Socibus/Sercobus  |

## Ciudades hermanadas
La ciudad de Utrera se encuentra hermanada con dos municipios:
- El Vendrell (España)[91]
- Consolación del Sur (Cuba)[92]